# Corruption en Algérie
Vous lisez un « bon article » labellisé en 2021.
La corruption en Algérie est un phénomène économique et social. En 2024, l'Algérie était à la 107e place du classement « indice de perception de la corruption » de l'ONG Transparency International,.
La corruption en Algérie concerne le secteur public comme le privé, allant de produits de première nécessité comme l'alimentation, les médicaments ou le tabac, mais aussi l’armement, la construction, ou l'exploitation des hydrocarbures qui représentent les deux tiers du budget de l’État et plus de 90 % des recettes à l'exportation. Elle peut prendre des formes variées qui ne s’accompagnent pas nécessairement d’une contrepartie monétaire : extorsion de fonds, népotisme, clientélisme, fraude ou trafic illicite et peut se greffer sur des réseaux parallèles de distribution des biens, de circulation des devises, permettant d’échapper au contrôle et à l’impôt. De bas en haut de l’échelle sociale, elle touche tous ceux qui, d’une manière ou d’une autre, sont en mesure de monnayer une position de pouvoir, et est le principal symptôme des dysfonctionnements politiques et économiques du pays dont elle se nourrit.
Selon le politologue Mohammed Hachemaoui, la corruption en Algérie, qui s'y est généralisée depuis l'indépendance du pays en 1962, n’est « ni accidentelle ni sectorielle », mais « est un système de gouvernement ». Autoritarisme et corruption y procèdent de logiques structurantes et se renforcent mutuellement : tandis que l’autoritarisme implique la détention du pouvoir par un groupe restreint d'individus, l'absence de contrôle et de contre-pouvoir fournissent un environnement idéal à la corruption politique. Ce constat fait de l'Algérie une bonne illustration d'un principe énoncé par la journaliste lauréate du prix Albert-Londres Marion Van Renterghem : « Toutes les autocraties sont des kleptocraties, il n’y a pas d’exemple contraire ».
La corruption en Algérie a un impact fort sur la liberté individuelle, notamment économique ou d'expression, le régime algérien étant enclin à réprimer tout comportement qui pourrait menacer son pouvoir ou son contrôle des ressources du pays. En conséquence, l'Algérie est en 2021 à la 162e place du classement de l'indice de liberté économique du Wall Street Journal classée dans la catégorie repressed (« réprimée »), et à la 146e place du classement de la liberté de la presse de Reporters sans frontières.

## Historique

### Premières années après l'indépendance
À la suite de son indépendance de la France obtenue en 1962, l’Algérie, à l'instar de l'Égypte de Nasser, bâtit sa politique économique sur un système dit de « socialisme arabe », organisé autour d'un « État entrepreneur ». Le modèle, défini dans le « programme de Tripoli », adopté par le Conseil national de la Révolution algérienne, consiste en une série de mesures, comme la nationalisation et la collectivisation des terres, la nationalisation des richesses minérales et énergétiques, la nationalisation du crédit, l'industrialisation, l'éradication de l'analphabétisme, ou encore la gratuité de la médecine. Mais la mise en œuvre de ce modèle pose des problèmes institutionnels et politiques en raison d'importantes divergences entre acteurs de l'indépendance algérienne, ce qui débouche sur la crise de l'été 1962. Après la victoire du « clan d'Oujda », le premier président de l'Algérie indépendante Ahmed Ben Bella réaffirme la ligne socialiste de son gouvernement en prônant « la collectivisation des grands moyens de production et la planification rationnelle pour un développement rapide et harmonieux tendant à la satisfaction des besoins économiques et primordiaux du peuple ».

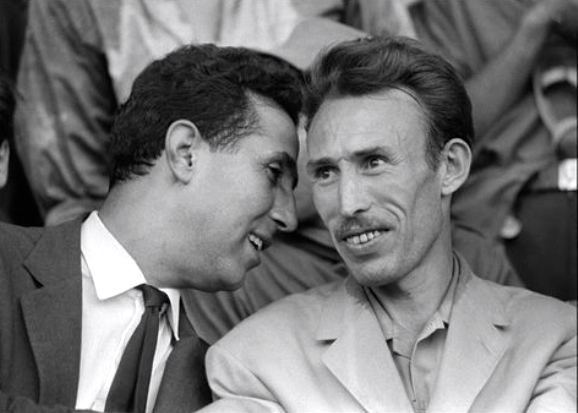
Ahmed Ben Bella et Houari Boumédiène en 1962.

Deux ans plus tard, le ministre de la Défense, le colonel Houari Boumédiène renverse le président Ahmed Ben Bella, démontrant l'échec du Front de libération nationale à rester uni après l'indépendance. Houari Boumédiène reste au pouvoir de 1965 à 1978, et dirige le pays d'une main de fer avec le soutien de l'armée dont il est issu, avec un dirigisme économique total. À l'instar de l'Union soviétique à la même époque, en raison de l’idéologie socialiste qui l’anime, l’État algérien est obsédé par la confiscation de tous les pouvoirs à la société, au premier rang desquels le pouvoir économique.
La Société nationale pour le transport et la commercialisation des hydrocarbures (Sonatrach) créée en 1963, s'octroie à partir de 1965 le monopole des champs pétroliers et gaziers. En 1971, la nationalisation des hydrocarbures suivie par le choc pétrolier de 1973 permet au gouvernement de lancer un vaste programme d'industrialisation et de développement agricole. Mais si la hausse des prix des hydrocarbures permet à l’État algérien d'augmenter fortement ses recettes à l'exportation, elle entretient en Algérie, rapidement victime de la « malédiction des ressources naturelles », une économie rentière, distributrice de richesses qu’elle ne crée pas.
La diversification de l'économie algérienne portée par la « Stratégie algérienne du développement » ne se concrétise pas et l'économie algérienne reste très dépendante de la rente gazière et pétrolière, qui représente alors 97 % des recettes d’exportation et près des deux tiers des ressources budgétaires.

### Années 1980: libéralisation économique et émeutes

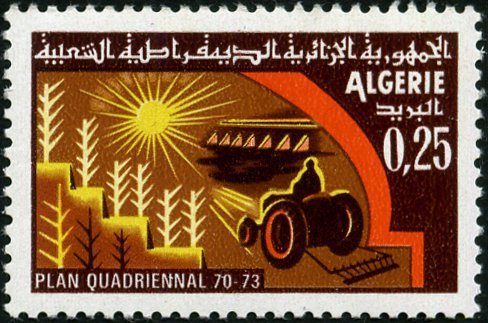
Timbre célébrant le plan quadriennal d’industrialisation entre 1970 et 1973.

Dans les années 1980, le successeur d'Houari Boumédiène, Chadli Bendjedid, constatant l'échec des politiques économiques de son prédécesseur, amorce une libéralisation économique, avec une transition vers l’économie de marché mettant fin à certains monopoles d’État, dont celui du commerce extérieur.
Mais alors que cette transition promettait d'atténuer les opportunités de recherche de rente et de diminuer la corruption, c'est le contraire qui se produit. La concurrence et la grande quantité et variété de produits arrivant sur le marché entraînent la multiplication des intermédiaires et de « parrains » proches du gouvernement ou de l'armée, qui règlent la concurrence. Qui veut lancer une affaire doit être protégé tout au long de la chaîne commerciale, tandis que les entrepreneurs non-parrainés sont intimidés et écartés, ou doivent trouver des niches plus discrètes souvent vers le secteur informel,. Ce processus de libéralisation irréfléchie ne change rien à la nature rentière de l'économie dans laquelle les mécanismes d'accumulation et de distribution renforcent les inégalités.
Longtemps cachés à la population grâce à la redistribution de la rente pétrolière, les dysfonctionnements du modèle économique algérien éclatent au grand jour en octobre 1988, lorsque l'Algérie est secouée par de violentes émeutes qui touchent tous les principaux centres urbains du pays. Les manifestants réclament la fin du parti unique incarné par le Front de libération nationale qui règne sans partage depuis l'indépendance obtenue 26 ans plus tôt, dont la gestion du pays est très critiquée en raison de l'explosion de la pauvreté et de la dette extérieure. Après une féroce répression de l'armée faisant des centaines de morts parmi les manifestants, le président Chadli Bendjedid quitte le pouvoir et organise des élections législatives dans lesquelles le pluralisme est respecté pour la première fois de l'histoire du pays. Mais cet épisode reste un traumatisme pour les Algériens, qui percevaient l'armée algérienne comme l'héritière de l'Armée de libération nationale pendant la guerre d'indépendance, et non comme une force de répression.

### Brève libéralisation politique entre 1988 et 1991
Les événements de 1988 aboutissent à un changement de gouvernement et à l'adoption d'une nouvelle Constitution en 1989 qui instaure la libéralisation de l'espace public à travers le multipartisme électoral, la liberté d'association et le retour de certains opposants.
Mais de tous les changements, c’est l’adoption de normes juridiques libérales qui pose le plus de problèmes : les nouvelles règles entraînent une obligation de transparence dans les échanges entre les sociétés d’État algériennes et leurs associés, un changement mal vécu par ceux qui avaient monopolisé le marché . Ainsi, en juin 1991 le chef du gouvernement à l'initiative de ces réformes Mouloud Hamrouche est démis de ses fonctions et son programme stoppé, dès que celui-ci commençait les réformes structurelles visant l’assèchement des rentes et des situations rentières.
En décembre 1991, les élections législatives mettent le Front islamique du salut en position de remporter les deux tiers des sièges au second tour. Un tel résultat permettrait aux islamistes de modifier la constitution, ce qui est inacceptable pour les généraux . En janvier 1992, l'armée décide d'annuler les résultats et de se réimposer au pouvoir par la force, et dans le même temps d'enterrer définitivement les réformes politiques initiées en 1988 : c'est le début de la guerre civile algérienne.

### 1992 - 2002: la «décennie noire»

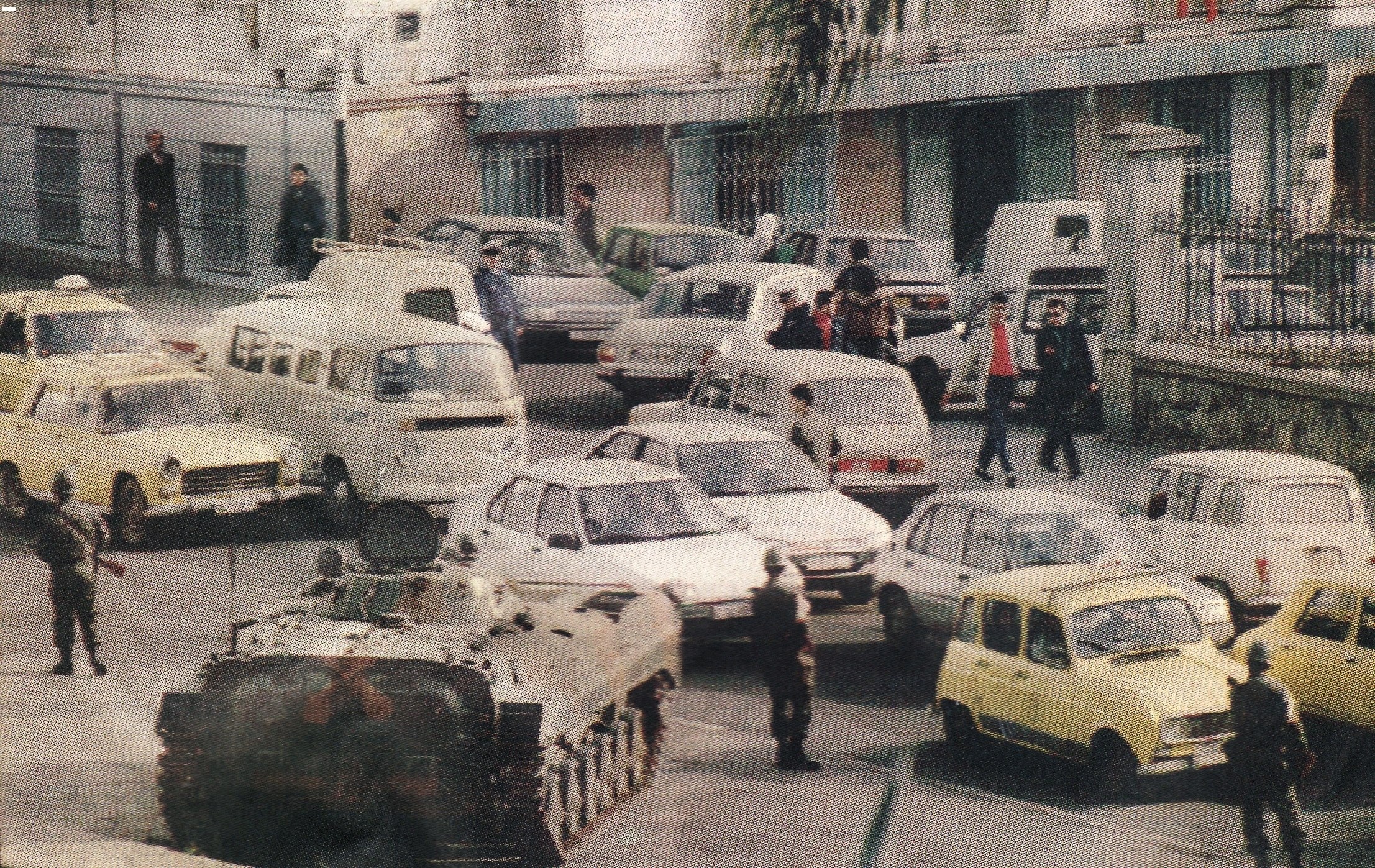
Blindés de l'armée algérienne dans les rues d'Alger en 1992.

Dans les années 1990, la « décennie noire » voit la corruption s'accentuer, alors que des régions entières délaissées par l’État sont livrées à la mainmise de réseaux locaux, assortie de prédations tant des groupes islamistes que militaires. Cette guerre qui fait plus de 100 000 victimes et des dégâts colossaux au niveau des infrastructures, provoque une fracturation du pays et augmente le nombre d'extorsions de fonds parfois en échange de vente forcée de services de protection et sécurité, dans un contexte d'insécurité et d'impunité généralisées.
Sur le plan politique, de 1991 à 1993, les gouvernements de Sid Ahmed Ghozali puis de Bélaïd Abdesselam, qui partagent tous deux le mythe du retour vers l’« ère bénie des hydrocarbures » répondant à tous les besoins de la population, tentent de réinstaurer un dirigisme économique centralisé. Mais la baisse du cours du baril de pétrole entre 1985 et 1999 provoque une forte chute des recettes à l'exportation et une explosion de la dette publique algérienne.
En mai 1994, l’Algérie, en cessation de paiement, signe un accord de rééchelonnement de sa dette extérieure avec le Fonds monétaire international en échange de l’application d’un programme d’ajustement structurel comprenant notamment l'abandon du monopole de l’État sur le commerce extérieur et la réduction de moitié de la valeur du dinar,. Cette « thérapie économique » conduit toutefois à plusieurs dérives, dont la prolifération des monopoles privés avec le bradage d’entreprises publiques à des hommes d'affaires proches du pouvoir, et la dégradation de la situation sociale de la population. La classe moyenne, majoritairement composée de fonctionnaires avant 1994, s'appauvrit, tandis qu'une part de l'économie du pays, initialement centralisée, bascule vers le secteur informel. Ses dizaines de milliers d’acteurs exercent principalement dans le commerce alimenté par des importations, ainsi que dans l’agriculture et la spéculation immobilière, privant l'État d’une grande partie des revenus fiscaux nécessaires à son fonctionnement.
En 1998, la remontée des prix internationaux des hydrocarbures ravive toutefois chez les dirigeants l’illusion d’une gestion administrée de l’économie, et ceux-ci abandonnent de nouveau les réformes économiques en cours.
La guerre civile prend fin après l'arrivée au pouvoir en 1999 d'Abdelaziz Bouteflika, ancien ministre des Affaires étrangères soutenu par l'armée, bénéficiant de sa relative virginité et de la nostalgie des Algériens de l'ère Boumediène. Bouteflika parvient à faire baisser les tensions avec la loi de « concorde civile » qui instaure des mesures pour inciter les insurgés islamistes à déposer les armes en contrepartie d'une réinsertion dans la vie civile. Mais malgré une embellie des finances du pays, toujours grâce à la manne pétrolière permettant l'achat de la paix sociale par diverses initiatives, l'économie du pays est toujours entravée par la corruption et le clientélisme. À noter enfin que ce plan de « réconciliation nationale » permet de conférer l’impunité non seulement aux insurgés islamistes, mais aussi aux généraux putschistes de janvier 1992.

### De la présidence d'Abdelaziz Bouteflika au «Hirak»
Le début du XXIe siècle voit se confirmer pour l'Algérie l'embellie pétrolière, mais il est aussi marqué par une forte recrudescence des affaires de grande corruption, notamment dans les transactions commerciales internationales. Officiellement, les dirigeants tentent de donner une bonne impression, comme avec la ratification par l'Algérie, en août 2004, de la Convention des Nations unies contre la corruption. Mais des observateurs sur place estiment que ces mesures ne sont qu'une façade en réaction aux pressions internationales, et une manière de faire croire à des progrès sur le sujet, sans agir.
En 2008, grâce à la forte hausse des cours lors du « troisième choc pétrolier », la manne pétrolière permet au gouvernement algérien de renforcer son pouvoir politique et redistributif, ainsi que son arsenal répressif. Ainsi, une constante dans l'exercice du pouvoir algérien est que l’État réforme son économie non pas par conviction, mais en fonction de sa situation financière : il entame des réformes en période de crise, puis se rétracte dès que les prix des hydrocarbures remontent. Car la nécessité de réformer l'économie met l'État algérien face à un dilemme : libéraliser pour favoriser les dynamiques locales de création de richesses, mais sans renoncer à utiliser le contrôle des ressources économiques du pays comme outil de sa politique autoritaire.

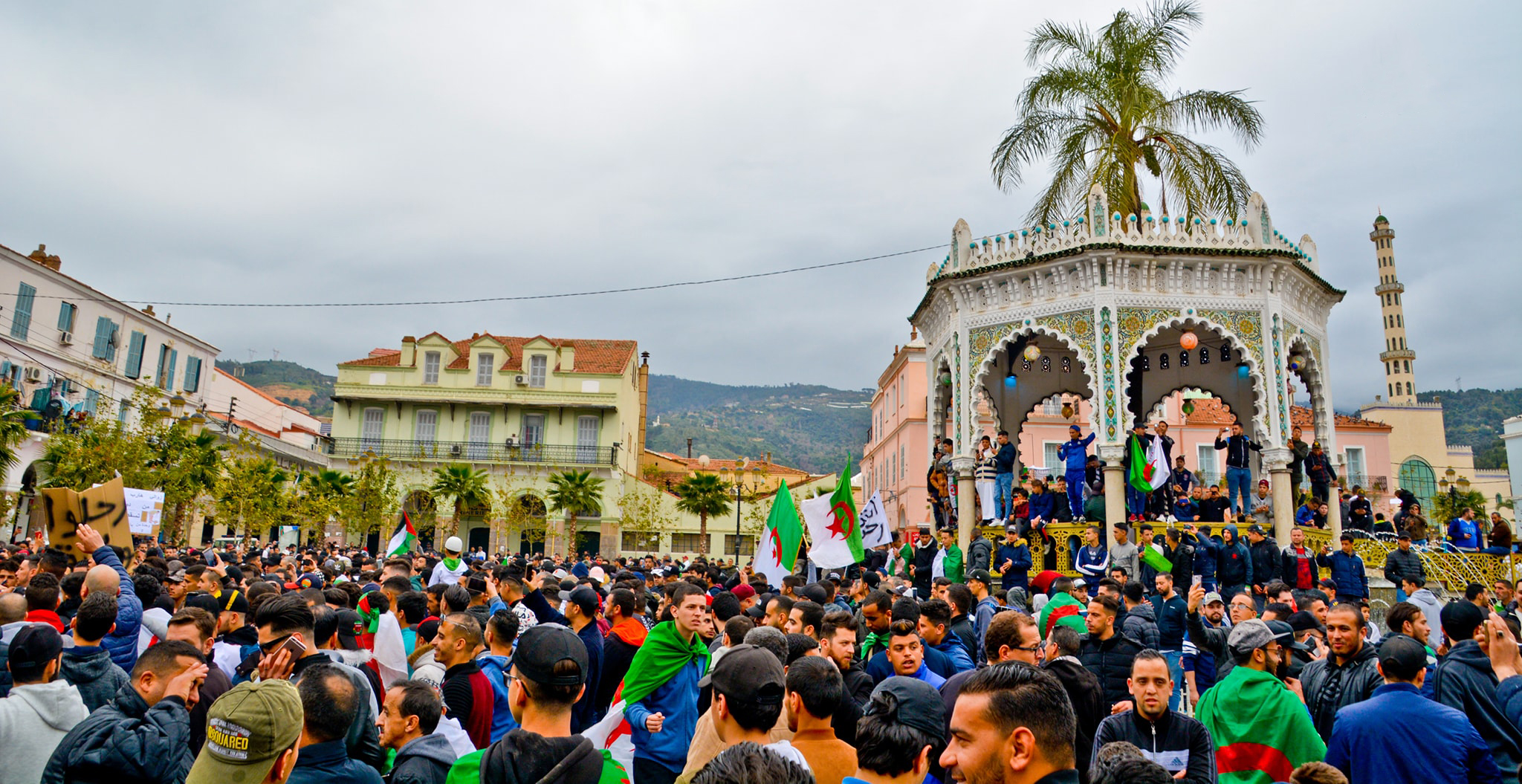
Manifestation contre le 5e mandat de Bouteflika à Blida.

En 2019, quatre ans après une nouvelle forte baisse des prix du pétrole, le pays est de nouveau secoué par d'importantes manifestations, pacifiques cette fois-ci, dites « Hirak », pour protester contre la candidature d'Abdelaziz Bouteflika à un cinquième mandat présidentiel. Par la suite, les protestataires réclament la mise en place d'une « Deuxième République », libre et démocratique et le départ des dignitaires du régime qui organisent le prochain scrutin avec les candidatures de caciques. Si contrairement aux manifestations de 1988 et 2001, aucun mort n'est à déplorer durant les manifestations de 2019, des centaines de manifestants sont arrêtés et emprisonnés, tandis que l'ancien Premier ministre Abdelmadjid Tebboune, contesté par les manifestants, accède à la présidence en décembre.
En juin 2019, le chef d'état-major, Ahmed Gaïd Salah, dénonce le régime algérien qu'il qualifie de « gang » de « voleurs » ayant « pillé le pays ». Il considère que la crise économique en Algérie est consécutive des malversations. Par exemple, il cite des financements très importantes, sous forme de crédit, accordés pour des projets « sans intérêt ». À partir de la démission d'Abdelaziz Bouteflika, plusieurs des proches de l'ancien président, responsables politiques et hommes d'affaires, sont visés par des enquêtes pour corruption. Gaïd Salah affirme que l'armée algérienne doit « accompagner la justice » et « la protéger » pour que ces enquêtes soient mennées à terme. C'est le cas pour les affaires de Saïd Bouteflika, des généraux Mohamed Mediène et Athmane Tartag, de deux anciens ministres Ahmed Ouyahia et Abdelmalek Sellal ou celle d'Ali Haddad ancien chef du patronat algérien,,. De même, Issad Rebrab est arrêté et condamné tout comme Rédha Kouninef et ses frères.

### Présidence d'Abdelmadjid Tebboune
L'année 2021, première année entièrement sous le présidence d'Abdelmadjid Tebboune, voit l’Algérie passer, dans le rapport de l'ONG Transparency International sur la corruption dans le monde, de la 104e à la 117e place avec un indice de perception de la corruption qui recule de 36 à 33 points par rapport à l'année 2020.
La Loi de finances 2022 validée en décembre 2021 tente de relancer l'économie avec des mesures protectionnistes, notamment avec des taxes lourdes sur l'importation de portables, logiciels, produits électronique, auxquelles s'ajoutent des mesures sociales comme allocation chômage pour les moins de 40 ans et des baisses d’impôt. En février 2022, l’invasion russe de l'Ukraine provoque une forte hausse des prix internationaux du pétrole et du gaz dont l'Algérie espère bénéficier pour ses recettes à l'exportation, mais ces deux secteurs, faute d'investissement, sont en incapacité d'augmenter leur production.
L'Indice de perception de la corruption (IPC) 2024 diffusé par Transparency International s'établit à 34 sur 100 ; l'Algérie se retrouve à la 107e place parmi 180 pays évalués.

## Analyse

### Particularités du régime politique algérien

#### Une économie centralisée autour d'un «État entrepreneur»
Jusqu’en 1988 et l’abandon du référent socialiste, l’État est le premier employeur et le principal acteur économique en Algérie, qui dirige, administre, régule, planifie, fixe les prix, taux d’intérêt, taux de change et salaires, et détermine les stratégies des entreprises majoritairement publiques. Pour assumer ses missions, il développe une immense bureaucratie cloisonnée et hiérarchisée, tandis que le pouvoir monétaire est assujetti dès 1965 avec la mise sous l’autorité politique de la Banque d’Algérie.
À l'instar de l'Union soviétique, leader du bloc de l'Est et des pays socialistes, le couplage d’une gestion centralisée de l’économie, d’un système politique autoritaire, et d'une part substantielle des recettes fiscales et à l'exportation tirée de l'exploitation des hydrocarbures, fait émerger en Algérie une « nomenklatura » au pouvoir captant clandestinement une part importante des profits. L’investissement, essentiellement public et sans mécanisme de contrôle adéquat, favorise détournements de fonds, surfacturation et commissions (pour remporter un appel d'offres public, par exemple), autant de rentes spéculatives sources de corruption.

#### Un gouvernement contrôlé par l'armée
Depuis son indépendance, l'Algérie est gouvernée par une alliance politique et militaire dominée par l'armée et un parti politique, le Front de libération nationale. Se considérant comme seule institution légitime, jouissant du prestige de la « libération du pays », cette alliance monopolise le champ politique, devenant l'unique source du pouvoir qu’elle « délègue » à une élite civile. Sur la plan institutionnel, le système algérien repose sur un « trépied » : la présidence de la République assume l’expression publique du pouvoir algérien, l’Armée nationale populaire (ANP) assure sa sécurité, et les services  de sécurité ou de renseignement sont chargés, entre autres, de la surveillance du peuple et des collaborateurs du régime.
La mise en place de ce « régime prétorien » s'est établie par étapes :
- Dès les tout premiers jours de l’indépendance en 1962, par un coup de force par l’état-major général pour écarter le gouvernement provisoire de la République algérienne – le représentant de l’État indépendant en devenir, jouissant de la reconnaissance internationale et avec lequel le gouvernement français a signé les accords d’Évian – dans un épisode connu comme la « crise de l'été 1962 » ;
- La cooptation, par l'armée, d’un président, Ahmed Ben Bella, et d’un gouvernement sous influence ;
- La prise de contrôle total sur l’État à la faveur du putsch du 19 juin 1965 du ministre de la Défense du président Ahmed Ben Bella, le colonel Houari Boumediène, qui reste au pouvoir jusqu'à sa mort en 1978 ;
- En 1979, après la mort du colonel Houari Boumediène c'est un autre militaire, le colonel Chadli Bendjedid, qui est coopté par l'armée pour lui succéder. Ce dernier remporte avec 99,4 % des voix une « élection » dans laquelle il est le seul candidat, et se maintient au pouvoir grâce à une série d'élections dans lesquelles il est systématiquement le seul candidat, jusqu'au coup d'État de janvier 1992 ;
- En 1992, le coup d'État militaire qui annule les élections législatives remportées par le parti islamiste radical Front islamique du salut consacre et renforce, comme en 1965, la domination de l'armée sur la société algérienne[8]. Depuis lors, le régime militaire agite régulièrement le spectre du « péril islamiste » (comme alternative à la vieillissante légitimité des « libérateurs »), pour obtenir un appui de la communauté internationale, notamment le gouvernement français et le FMI[8] ;
- En 2019, après la démission forcée d'Abdelaziz Bouteflika au pouvoir depuis 1999, les généraux renforcent leur mainmise sur le gouvernement en faisant élire à sa succession Abdelmadjid Tebboune, que le journaliste Jean-Pierre Sereni estime passif, presque fantoche, sur lequel ils exerceraient un contrôle total[25]. Pour sa part, Jeune Afrique note que le chef d'état-major Saïd Chengriha « est, avec le président Tebboune, l’un des deux hommes les plus puissants du pays »[26]. Après la mort du général Ahmed Gaïd Salah qui avait choisi Tebboune, les autres généraux s'interrogent sur sa décision, et sur la stratégie à adopter lors des élections présidentielles de 2024[25], d'autant que Tebboune procède à plusieurs limogeages et arrestations de membres du clan de Gaïd Salah[27]. En parallèle, l'arrestation d'opposants permet au président de consolider son pouvoir[28]. La journaliste Ihsan El Kadi, qui consacre un article à ces tergiversations sur son site Radio M (republié et traduit par Orient XXI[29]), est arrêté en 2022, puis condamné l'année suivant à cinq ans de prison[24].

Le pouvoir de l'armée dépasse de loin les limites du domaine politique et militaire, et couvre l’ensemble des activités économiques : gestion des capitaux d’État, des grandes sociétés nationales, désignation des ministres, des ambassadeurs, responsables d’antennes commerciales à l’étranger et chargés de l’intermédiation financière, etc. Pendant les années suivant l'indépendance, le caractère autoritaire et centralisé du régime permet une mainmise de l’élite dirigeante sur les biens de l’État, à son profit et à celui de ses proches. L’un des premiers exemples est l’appropriation des biens laissés vacants par les pieds-noirs après leur départ au bénéfice des nouveaux détenteurs du pouvoir, parfois revendus avec une forte plus-value. Parallèlement, la nomenklatura politico-militaire au pouvoir prend le contrôle des deux principaux secteurs clés, sources d’investissements publics importants : la défense et les hydrocarbures.
La cohésion entre les groupes dirigeants politiques et militaires est maintenue par une distribution relativement équitable (ou au moins négociée) entre ses membres, des bénéfices des rentes, tandis que certains anciens militaires se reconvertissent dans les affaires. Le contrôle des ressources économiques permet d'une part de conserver le pouvoir, d'autre part d'écarter les adversaires.

#### Un régime clanique et clientéliste
Le clientélisme du régime militaire algérien s'est vu dès les premières années suivant l'indépendance, avec la redistribution à bas prix de biens des Pieds-noirs formant dans le secteur privé, un premier noyau d'hommes d’affaires loyaux au gouvernement. Ce noyau est essentiellement constitué par d’anciens chefs maquisards et seigneurs de guerre dotés de capitaux et incités à s'enrichir, en totale contradiction avec la ligne officielle « socialiste arabe » du régime. Le régime militaire, pour se prémunir contre des tentatives de putsch, cède aux chefs des régions militaires des fiefs et des avantages financiers en compensation de sa monopolisation grandissante du pouvoir, tout en récompensant ses fidèles.
Ce système de gouvernance est également clanique, dans la mesure où le groupe dirigeant redistribue à ses alliés les bénéfices qu’il tire de sa position, mais aussi à sa famille, à sa tribu, ou à la région dont il est issu. Houari Boumédiène, originaire de la Wilaya de Guelma, favorise l'est du pays dans sa politique de redistribution des rentes, tandis qu' Abdelaziz Bouteflika favorise l’ouest du pays, d'où il est originaire.
Parmi les stratégies clientélistes du régime algérien, une ambivalence est à noter dans ses relations avec les militants islamistes. Alors que le régime prétend combattre ces derniers depuis le coup d'État militaire de janvier 1992, un partage informel du pouvoir se serait en réalité organisé entre militaires et islamistes, autour d'un front anti-laïc dirigé contre l'opposition de gauche. Bouteflika aurait délégué la gestion des questions sociétales aux islamistes en contrepartie d'un soutien électoral, la paix étant quant à elle achetée à coups de subventions, notamment via l'ANSEJ, organisme qui finance des projets de microentreprises pour les jeunes. Dans les années 1980, Chadli Benjedid avait aussi, dans sa volonté de tourner la page du socialisme et d'imposer des réformes de droite, encouragé l'islam politique pour contrecarrer l'influence des milieux de gauche, celui-ci étant libéral sur les questions économiques, mais conservateur en matière sociétale.
Ainsi, le régime algérien doit sa pérennité à un positionnement opportuniste : le déclin des idéologies de gauche ou panarabes, et le reflux des islamistes algériens dont il s'assure le soutien tous en s'érigeant en façade, en rempart contre le « péril islamiste » pour avoir le soutien des chancelleries occidentales.
Enfin, la faible circulation des élites et leur pérennité au pouvoir, à l'image de Bouteflika, ministre des Affaires étrangères de 1962 à 1979 puis président algérien de 1999 à 2019 (renversé par un soulèvement populaire) est un facteur favorable au népotisme.

#### L'absence de compte à rendre par le pouvoir
La justice algérienne, très dépendante du pouvoir politique, n’assure pas son rôle d’arbitre, et s'inscrit dans ce système de corruption généralisée. Selon l'ONG Transparency international, les juges considérés comme « trop indépendants » – un reproche assez ironique pour un magistrat – sont écartés. Les projets développés pour restaurer l’efficacité judiciaire sont bloqués par les dirigeants, alors que le ministère de la Justice tient parfois les juges eux-mêmes responsables de cette absence de progrès.
Preuve que cette institution a peu de crédibilité aux yeux de l'opinion publique, l'avocat et militant des droits de l'Homme Miloud Brahimi, déclare en 1998 que : 

« Le fonctionnement de l'appareil judiciaire est inséparable de celui d'un système qui ne manifeste aucune hâte à se débarrasser des réflexes du passé, ni d'un héritage textuel dont il fait l'usage que l'on sait. [...] Il en sera ainsi tant que le processus de démocratisation ne connaîtra pas une avancée significative. »

Ainsi, non seulement la justice est-elle peu efficace comme institution de contrôle, mais encore est-elle un outil de répression utilisé par le pouvoir contre de nombreuses formes d'opposition : la presse, la grève et toute autre forme de manifestation, ou encore la concurrence économiques à des activités dont il a le contrôle (en emprisonnant les entrepreneurs). Elle est aussi de temps à autre utilisée comme outil de règlement de comptes entre dirigeants et anciens dirigeants ou cadre d'entreprises, sur fond d'accusations de « corruption » bien utiles quand il s'agit d'éliminer un adversaire, et permet de montrer à la population que la lutte anti-corruption est prise au sérieux.
Si le non-respect de la séparation des pouvoirs est avéré quant au manque d'indépendance de la justice, cette carence est tout aussi réelle au sein du  parlement algérien, où ne se trouve aucun contre-pouvoir. Le parlement, contrôlé en amont comme en aval, n’a jamais constitué de commissions d’enquête pour faire la lumière sur les responsabilités des uns et des autres dans le système de corruption. De fait, le régime ayant peu de risque d'être mis en cause par la justice et par le parlement, et contrôlant une grande partie de la presse par la répression et par des pots-de-vin versés aux patrons de presse, est peu enclin à rendre des comptes.

#### La politique des coups fourrés
La politique des coups fourrés, pleinement intégrée à la gouvernance militaire algérienne, comprend, entre autres, les manipulations, les infiltrations, les complots, l’intimidation, les purges, la torture et l’homicide politique.

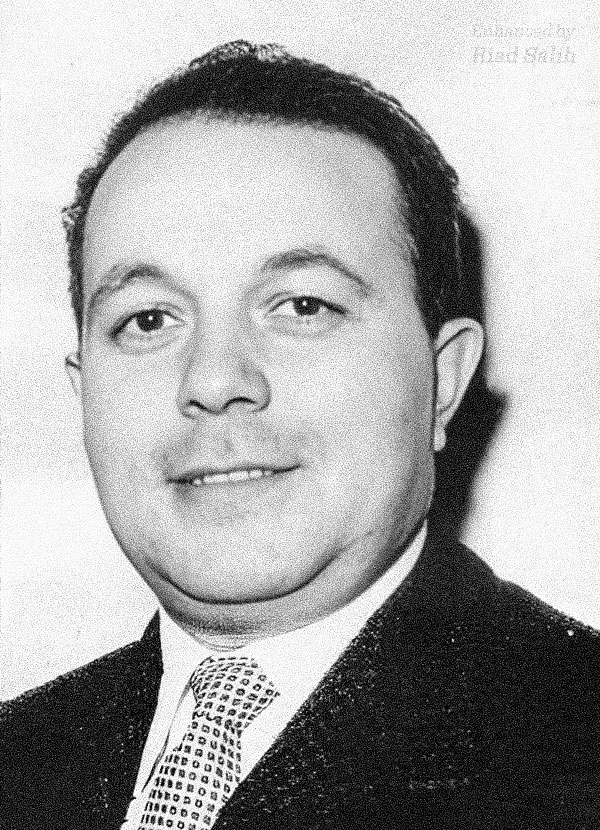
Abane Ramdane, militant du FLN, assassiné au Maroc en 1957 par des militants rivaux du même parti.

Cette politique commence au milieu des années 1950, alors qu'en pleine guerre d'indépendance algérienne, les militants du Front de libération nationale se livrent à une guerre fratricide avec leurs rivaux indépendantistes, le mouvement national algérien, dont l'un des faits marquants est le massacre de Melouza en mai 1957, lors duquel 315 civils accusés de soutenir le MNA sont tués par des membres du FLN. La même année, Ramdane Abane, militant du FLN et avocat de la doctrine de « la primauté du politique sur le militaire », est assassiné sur fond de querelles intestines au sein du mouvement indépendantiste. Depuis lors, les assassinats et morts suspectes d'opposants n'ont pas cessé d’émailler depuis la politique algérienne : Mohammed Khider en 1967, Krim Belkacem en 1970, Ali-André Mécili en 1987, Mohammed Boudiaf en 1992 et Abdelkader Hachani en 2000.
En décembre 2019, les participants aux manifestations du Hirak commémorent le 62e anniversaire de l'assassinat d'Abane Ramdane, alors que la primauté du civil sur le militaire est l'une des revendications phares des manifestants.
En août 2021, Slimane Bouhafs un ancien agent de police algérien, converti au christianisme, réfugié en Tunisie après avoir été condamné en Algérie pour « insulte à l'islam », est enlevé par des agents en civil venus l’arrêter à son domicile de Tunis, avant d’être interrogé par les autorités algériennes. Pour plusieurs ONG, dont Amnesty International, il s’agit d’une expulsion qui constitue un précédent grave pour la Tunisie puisqu’il est bien question d’une violation du droit international relatif aux réfugiés.

### Lien avec l'économie de rente
Selon les analystes Daho Djerbal et Rachid Sidi Boumedine, la corruption en Algérie est un instrument de pouvoir qui régente l’État : la rente pétrolière et foncière alimente l'oligarchie régnante, tandis que l’État détient tous les leviers d'accès à cette rente.
En tant que telle, cette situation est propice au développement de la corruption et à l'autoritarisme, d'une part car l’État peut « acheter » les opposants politiques potentiels, d’autre part car, en répandant sa manne sur la population, il peut obtenir l'assentiment populaire. Dans ce contexte, les citoyens, eux-mêmes dépendants de l’« aumône » de l’État, sont plus enclins à fermer les yeux sur ses malversations, tandis que l'argent de la rente permet aussi de financer un système répressif. À noter enfin que le fait que l’État tire son revenu d'une rente, et non de taxations comme dans la plupart des pays (sur le revenu, le patrimoine, etc), le rend indifférent à la situation professionnelle et économique de sa population, d’où l’image d’un État « suspendu » au-dessus de son peuple.
La situation politique et sociale en Algérie depuis l'indépendance a toujours été très corrélée au prix des hydrocarbures. En 1967, le plan d'industrialisation du pays par une économie socialiste planifiée lancée par Houari Boumédiène tourne court, faute d'infrastructures et victime des rigidités du système. L'Algérie s'est alors « endormie » sur sa rente pétrolière, une fois ses richesses minérales nationalisées en 1971, et les recettes multipliées par le choc pétrolier de 1973.

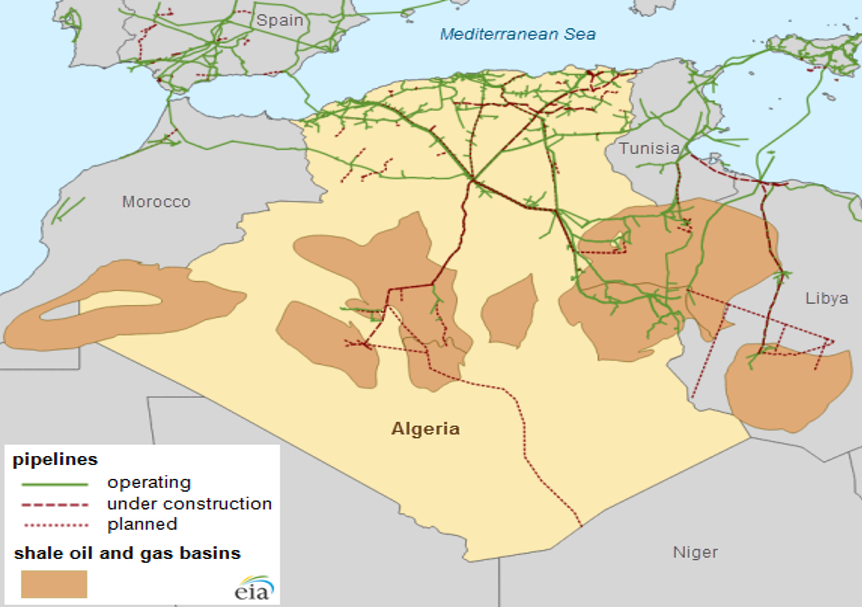
Gisements pétroliers et gaziers en Algérie et réseau de pipelines pour l’exportation.

En 1986, la forte baisse du cours du baril à 10 $ en 1986, est indirectement la cause des émeutes de 1988, l'État ayant perdu ses moyens redistributifs lui permettant d'acheter la paix sociale, tandis que les chocs pétroliers de 1973 et 2008 lui permettent de renforcer son pouvoir. La nature rentière de l'économie algérienne est particulièrement flagrante, quand on observe que l'Algérie est malgré sa production pétrolière, dépendante de ses importations de carburant pour satisfaire la demande locale, ses propres raffineries étant insuffisantes à la satisfaire. En 2013, ces dernières représentent 3,4 milliards de dollars, soit 6 % de la valeur totale des importations de l'Algérie cette année là.
L'utilisation des recettes pétrolières est d'une particulière opacité : alors que les cours du baril de brut sont passés de 40 dollars en 2004, 80 dollars en 2007, puis presque 150 dollars lors du choc pétrolier de 2008, les lois de finances des années 2004 à 2007 sont élaborées sur la base d’un prix de référence du baril à 19 dollars. Entre 2010 et 2011, alors que les cours du pétrole oscillent en moyenne entre 60 et 75 dollars le baril, les lois de finances de cette même période sont calculées sur la base d’un baril à 37 dollars. Un instrument, le Fonds de régulation des recettes, a bien été institué en 2000 pour capter le différentiel entre les revenus prévisionnels et les revenus réels d’exportation des hydrocarbures, afin de l'utiliser pour rembourser la dette extérieure du pays, mais sa gestion échappant à tout contrôle, celui-ci s’apparente plus à une caisse noire.
En 2019, le mouvement de contestation « Hirak » est en partie lié à des inquiétudes de la population pour l'avenir du pays confronté à l'épuisement de ressources en hydrocarbures, tandis qu'un grand nombre d'Algériens se demandent où est passé l'argent de la manne pétrolière puisque le pays manque d'infrastructures, de services publics, et a un chômage élevé. En novembre 2021, signe de l'épuisement progressif de la rente pétrolière, le parlement algérien vote la suppression du système de subventions généralisées des produits de base existant depuis des décennies, remplacé par un ciblage des plus nécessiteux dans le cadre de la loi de finances pour 2022.

### L’institutionnalisation des monopoles

#### Prise de contrôle de l'économie algérienne par le pouvoir
Pour s'assurer de toucher des rentes régulières, les gouvernants algériens, ont érigé ou pris possession de multiples monopoles. À l'instar de la Russie, les dirigeants de l'Algérie ont pris le prétexte du socialisme et de la planification économique pour prendre le contrôle d'une grande partie des activités rentables du pays, dont ils ont ensuite « cédé » le contrôle à des hommes d'affaires qui leur étaient proches lors de la libéralisation de l'économie dans les années 1980.

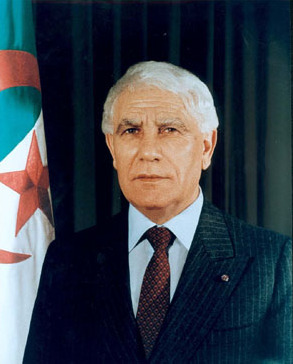
Chadli Bendjedid, président algérien de 1979 à 1992, à l'initiative du tournant libéral des années 1980.

Entre 1989 et 1991, le groupe des réformateurs Mouloud Hamrouche et Ghazi Hidouci, entre au gouvernement après l'ouverture concédée par le président Chadli Bendjedid à la suite des émeutes de 1988. et se donne pour objectif de démanteler les assises de ce système des monopoles. Plusieurs mesures sont engagées, comme l’adoption d’une Constitution algérienne qui consacre les principes de l’État de droit, l’institutionnalisation de l’indépendance de la Banque d’Algérie, l’autonomie des entreprises publiques vis-à-vis des tutelles ministérielles, la suppression des monopoles d’importation, la création de l’Observatoire du commerce extérieur, ainsi que l’audit des comptes de Sonatrach par des organismes internationaux.
C’est la première fois pour l’Algérie indépendante qu’un gouvernement associe aux réformes économiques, des réformes politiques. Pour les réformateurs, la transition vers le marché ne pouvait en aucun cas réussir avec le même ordre politique consacrant l’armée et les services de sécurité et les plaçant au‑dessus des institutions politico-administratives. Ainsi furent initiés le multipartisme, la liberté de la presse, le retrait de l’armée du comité central du FLN, la dissolution de la Cour d’État. Le commerce extérieur algérien, jalousement protégé, s'est ouvert et la dévaluation du dinar devrait conduire à sa convertibilité externe.
Mais ces mesures s’attaquant aux leviers de la corruption politique suscitent sans surprise l’hostilité des maîtres du système, qui y mettent un coup d'arrêt en juin 1991.

#### Principaux secteurs concernés
Ce système concerne en premier lieu le secteur des hydrocarbures, avec la compagnie publique Sonatrach qui permet au gouvernement de capter une part importante de la rente pétrolière, mais aussi des monopoles sur des produits d'importation comme les produits alimentaires, les médicaments, ou les matériaux de construction. Ces monopoles sont des sources de bénéfices très importantes, car ils permettent aux revendeurs sur le marché intérieur algérien d'en fixer les prix en captant une marge importante. Ainsi, même les importations de cigarettes, officiellement interdites pour favoriser la production locale, sont officieusement tolérées par le pouvoir contre des pots-de-vin versés aux intermédiaires.
En 1999, soucieux de diversifier l'économie du pays qui n'exporte que des hydrocarbures, le président Abdelaziz Bouteflika, nouvellement élu, déclare que le tourisme est à un marché potentiel de plusieurs milliards de dollars dont peut profiter l'Algérie. Dès lors, de nouveaux monopoles s'organisent, avec des investisseurs proches du pouvoir accaparant de grands morceaux de la côte algérienne en bénéficiant des facilités accordées par la loi et les organismes d'aide à l'investissement. Ceux-ci se posent également en intermédiaires de riches étrangers du Golfe souhaitant devenir propriétaires de villas. Cette opération semble avoir été facilitée et balisée par des départs massifs des populations côtières, particulièrement ciblées par les massacres de civils pendant la guerre, contraintes de s'installer dans des conditions précaires à la périphérie des grandes villes. Le timing de ces projets d'accaparement des côtes algériennes à des fins lucratives, dans la foulée de la fin de la guerre civile permise par une amnistie massive offerte par Bouteflika aux terroristes islamistes, alimente des soupçons de collaboration entre le pouvoir militaire et ses anciens ennemis.
Les télécommunications, via la compagnie Algérie Télécom sont également un secteur contrôlé par le gouvernement algérien, très touché par la corruption lors des appels d'offres, ce qui cause d'importants surcoûts et retards sur les chantiers. Par exemple en mars 2020, plusieurs médias algériens évoquent un blocage, par la ministre algérienne des Télécommunications Houda Imane Feraoun, du projet d'extension de la fibre optique dans les zones frontalières et sahariennes du pays, celle-ci ayant éliminé les entreprises ayant remporté le marché pour favoriser Mobilink, la société des frères Kouninef, proches du pouvoir. Or, cette société n'a même pas réalisé le projet elle-même et l'a sous-traité à d'autres entreprises privées tout en captant une marge importante, causant ainsi des pertes équivalentes à plusieurs millions de dollars. En juin 2021, les frères Kouninef sont condamnés à de peines de prison pour trafic d’influence, blanchiment d’argent, perception d'avantages indus et financement occulte de la campagne électorale. Ces derniers avaient effectivement contribué financièrement aux réélections d'Abdelaziz Bouteflika 2004, 2009 et 2014. En octobre, l'ancienne ministre des Télécommunications Houda Imane Feraoun est à son tour condamnée à une peine de 3 ans de prison ferme, assortie d’une amende de 500 000 dinars pour dilapidation des deniers publics, octroi d’indus privilèges et abus de fonction.
Du côté des importateurs, le lobby puissant et riche des concessionnaires automobiles algériens dont les collusions avec le régime se manifestent par d'importantes commandes publiques en échanges de soutien électoral. En 2014, Mourad Oulmi, patron de Sovac, distributeur de marques, comme Volkswagen et Audi, et Mohamed Baïri, patron d’Ival qui commercialise des voitures de marque Fiat, Iveco et Mazda, font partie du groupe influent des chefs d’entreprise engagés dans le soutien à la candidature d'Abdelaziz Bouteflika, à un quatrième mandat.
L'ancien militaire algérien Mohamed Benhalima, réfugié en Espagne en 2019 après le Hirak, a publié des vidéos sur les réseaux sociaux évoquant des scandales au sein de l’Armée nationale populaire d'Algérie impliquant de hauts gradés. « Lanceur d’alerte », il expose la corruption et l’implication dans divers trafics de responsables civils et militaires,.
On peut enfin citer Kamel Chikhi, principal importateur de viande halal du pays en provenance d'Amérique du Sud, surnommé « le boucher ».

### Lien avec l'économie informelle
Si l’économie informelle très répandue en Algérie, employant un travailleur sur deux se nourrit du contournement des réglementations, celle-ci ne doit pas être assimilée à la corruption. L’absence de règles bien établies s’appliquant à tous et dont les manquements peuvent être sanctionnés entretient une ambiguïté sur ce qui est légal et illégal, formel et informel ; de ce fait, la frontière reste floue entre le caractère frauduleux ou non d’un acte marchand.
Toutefois, la part très importante du secteur informel dans l'économie (16 à 17 % du produit intérieur brut et 50 % de la population active en 2005 selon l'Organisation internationale du travail) est une autre conséquence de la déconnexion entre l'État rentier et le travail de la population. Par exemple le système bancaire, grevé par les dettes des entreprises publiques et les créances douteuses ou irrécouvrables, ne joue pas son rôle d’intermédiation financière ; l'accès au crédit, rare, constitue une « rente » susceptible d’être monnayée. Cette inefficacité du système bancaire conduit à entretenir le phénomène de circulation parallèle des devises et la distorsion entre le change officiel et le change au noir. Ainsi, pour se ravitailler à l’étranger, les « commerçant informels » achètent leurs devises non aux banques, mais au marché noir, estimé par certains observateurs privés à près de 10 milliards de dollars, soit 50 % des exportations du pays en 2020.
On peut enfin l'expliquer par des mesures protectionnistes multiples afin de limiter le déficit commerciale et favoriser l'économie locale qui, lorsque cette dernière est incapable de faire face à la demande, ont pour effet de créer des pénuries et d’augmenter la contrebande. Ainsi, en dehors du pain, de la semoule, des huiles ou du sucre et de l’énergie (gaz, carburants, électricité,) fournis par le secteur public à des prix très bas grâce aux subventions, le reste de la consommation vient essentiellement de l’informel qui se ravitaille avec des importations. Par exemple, les fruits et légumes, n’ont que l’informel comme fournisseur.

Billet de 2000 dinars algériens.

En 2015, selon le Premier ministre algérien Abdelmalek Sellal, le montant des liquidités en circulation dans le circuit informel était estimé à environ 41 milliards de dollars, largement supérieur aux liquidités bancaires estimées à 25,7 milliards de dollars. Les Algériens parlent d'une économie de la « chkara » (sac) parce qu'ils doivent transporter dans des sacs des sommes colossales lorsqu'ils doivent régler des achats immobiliers ou de voitures. L’insoumission de cette économie aux règles fiscales et douanières crée un sentiment de vulnérabilité chez les autorités ; c’est un pan entier de l’activité macro-économique et des échanges monétaires qui échappe aux calculs des gouvernants. Le secteur informel en Algérie couvre pratiquement tous les secteurs : les fruits et légumes, l’habillement, les prestations de services, l’artisanat, l’automobile, l’électroménager, le transport de voyageurs et de marchandises.
En juin de 2015, lourdement pénalisé par la chute du prix du pétrole en 2014, le gouvernement algérien se met à la recherche de recettes fiscales et impose un seuil de transaction au-delà duquel le paiement par chèque ou autre moyen bancaire devient obligatoire. Une première tentative du même type avait été formulée par le gouvernement visant les montants de transaction supérieurs à 5 000 euros, mais le gouvernement avait reculé par crainte d'une contagion du printemps arabe. En raison du manque à gagner fiscal lié au secteur informel, l'Algérie affiche un déficit budgétaire avoisinant un cinquième du PIB les mauvaises années, quand la monnaie nationale, le dinar, a perdu 100 % de sa valeur depuis septembre 2001.

## Conséquences de la corruption
Le coût de la corruption pour les Algériens est très élevé : État failli, insécurité, pouvoir rentier, économie en faillite, paupérisation de masse, administration publique gangrenée et obsolète.

### Conséquences économiques
Comme partout, la corruption en Algérie est un obstacle majeur au développement, et bloquant pour les investissements. Elle nuit à l’innovation et favorise les activités immédiatement rentables et souvent peu productives au détriment des investissements risqués. En outre, elle affaiblit l’efficacité de l’État et la crédibilité de l’économie pour les investisseurs, en raison de la généralisation des « parrainages » comme condition d'investissement, ainsi que le risque pour les entreprises étrangères de voir leurs images publiques détériorées en collaborant avec ce système. Selon la Banque mondiale qui a mené des études sur plus de 1 400 investisseurs et sociétés en 2003, la corruption représente un handicap majeur en matière des investissements en Algérie, avec 75 % des sociétés ayant signalé avoir payé des pots-de-vin. La Banque Mondiale estime que les sociétés en Algérie dépensent en moyenne 6 % de leurs chiffres d’affaires dans la corruption, alors que l’Organisation de coopération et de développement économiques et la Banque Africaine de Développement, dans un rapport conjoint, qualifient la corruption en Afrique de « fléau endémique ». En 2021, l'Algérie est à la 162e place au classement de l'indice de liberté économique, classée dans la catégorie « repressed ».
En outre, la multiplication des intermédiaires dans les chantiers de grands travaux publics engendre d'importants retards, ainsi qu’une explosion des coûts initialement budgétés en raison des commissions captées par chacun ; l'autoroute Est-Ouest et les chantiers de télécommunication depuis le début des années 2000 en sont des exemples emblématiques,. Mais la corruption, en raison de l'opacité des transactions et de l'absence de contrôle, a aussi un impact sur la qualité des travaux effectués, comme le démontre l'effondrement de nombreux immeubles supposés être aux normes anti-sismiques lors du tremblement de terre de Boumerdes en 2003.
Sur le plan industriel, l'Algérie, dont la demande de voitures est en forte hausse dans sa population et n'a pas de constructeur national contrairement à l'Iran (Iran Khodro) et à l'Égypte (Nasr), a connu deux tentatives infructueuses de développer une filière locale de production. Dans les années 1990, un projet de constructeur a été lancé, dont la voiture devait porter un nom authentiquement algérien, « Fatia », et être fabriquée à Tiaret (ouest), en partenariat avec Fiat. Mais ce projet a été englouti par le tourbillon politico-sécuritaire des années 1990, avant qu’un décret présidentiel ne l’enterre officiellement en 2009. Entre 2012 et 2020, à l'instar de son voisin marocain, l'Algérie reçoit d'importants investissements étrangers dans l'industrie automobile, avec pour ambition de bâtir une filière nationale et diversifier ses exportations. Mais là aussi, l’opacité des transactions et la multiplication des abus et affaires de corruption ainsi que de mauvaises décisions politiques, font renoncer la plupart des investisseurs étrangers, provoquant des fermetures d'usines en cascade, et des milliers de salariés mis au chômage.
L'Algérie a enfin raté une occasion de devenir un important producteur et exportateur d'acier avec la réduction du complexe sidérurgique d'El Hadjar, qui perd une grande partie de sa capacité de production lors du tournant libéral des années 1980. Le démantèlement de la société justifié par la libéralisation de l'économie est entaché de règlements de compte et de la répression du gouvernement qui craint la concurrence d'entrepreneurs trop puissants, et en fait emprisonner plusieurs accusés de « mauvaise gestion ».
Ainsi, sur l'industrie automobile, le contraste entre l'Algérie et le Maroc est frappant. En 2012, les deux pays reçoivent d'importants investissements pour la construction de deux usines, à Tanger (Maroc) et à Oran (Algérie). À la fin des années 2010, alors que l'usine Renault-Nissan Tanger a déjà produit plus d'un million de véhicules grâce à la mise en place par le Maroc d'une politique fiscale et douanière incitative, l'industrie automobile algérienne tourne au fiasco, confrontée à des scandales de corruption et des mesures protectionnistes dissuasives.

### Conséquences sociales

#### Appauvrissement de la population et délitement du lien social
Une constante souvent observée dans l'Algérie indépendante est que « l’Algérie est riche, et les Algériens pauvres », allusion aux importantes ressources naturelles du pays dont la population ne bénéficie pas. La faiblesse du pouvoir d’achat, le chômage endémique des jeunes et la paupérisation des classes moyennes sont les principaux symptômes des souffrances de la population.
La corruption manifeste un délitement du lien social et un signe de la primauté des intérêts particuliers au détriment de l’intérêt collectif. Les dirigeants veillent à l’asservissement et à la dépendance organisée de la société qui doit payer pour jouir de ses droits légitimes, notamment au service public, en théorie gratuit et accessible à tous.
L’honnêteté, peu récompensée, finit même par être considérée comme un défaut, devenant un frein à l'ambition et la progression sociale, alors que chacun peut potentiellement se dire : « puisque tout le monde profite, pourquoi pas moi ? ». Ainsi, non seulement la population joue le « jeu » des passe-droits obtenus de manière frauduleuse, mais les petits fonctionnaires, appauvris pas le sous-développement, ont tendance à rechercher dans la petite corruption un complément de revenu. Ainsi l’Indice de la liberté économique enregistre en 2002, année de la fin de la guerre civile, un accroissement dans la corruption par les petits fonctionnaires.
Dans le même temps, le fait que ses causes les plus évidentes de la corruption soient situées au sommet de l’État, ne favorise pas non plus l’adoption d’un comportement « citoyen ». L’iniquité du système judiciaire, son manque de transparence et, d’une manière générale, l’absence de règles commerciales ou fiscales, n’y incite pas davantage.
À partir du milieu des années 1980, le contre-choc pétrolier provoquant une chute du baril de pétrole à 10 dollars en 1986, conduit à un déclin des recettes de l’État, asséchant ses moyens redistributifs dont une partie permettait d'acheter la paix sociale sous forme de subventions et d’emplois dans le secteur public. Cet appauvrissement du pays, conjugué à une explosion démographique dans les années suivant l'indépendance faisant arriver un grand nombre de jeunes diplômés sans emploi sur le marché dans les années 1980, provoquent une exaspération de la population, et l'exil d'une partie.

#### Fuite des cerveaux
À l’instar de nombreux pays du Sud, l’Algérie subit l’éparpillement de ses meilleurs éléments, prompts à s’exiler vers des pays d'accueil plus propices à leur épanouissement social, intellectuel et scientifique. Les médecins algériens, spécialisés comme généralistes, sont partiellement concernés par ce phénomène, près de 1200 s'étant expatriés en France en 2022. La question de la « fuite des cerveaux » est récurrente dans les rencontres entre officiels algériens et européens.

#### Principaux mouvements de protestation
Les inégalités entre ceux qui bénéficie du système népotique et clientéliste et les autres s’accroissent sont l’objet d'une colère populaire qui s'incarne notamment au cours d'importantes manifestations et émeutes en octobre 1988, dont la répression par l'armée fait des centaines de morts.
En 2001, une nouvelle série d'émeutes contre la corruption et les abus d'autorité des fonctionnaires de police éclate en Kabylie ; la répression fait 126 morts et des centaines de blessés. En mars 2018, d'importantes manifestations de médecins et de fonctionnaires secouent l'Algérie.
En 2019, le mouvement de contestation populaire « Hirak » qui provoque le renversement du président Abdelaziz Bouteflika portait très largement sur un rejet de cette oligarchie régnante et captant à son profit les ressources naturelles du pays.

### Conséquences sécuritaires

#### Rapport entre la corruption et la guerre civile
Dans les années 1990, la guerre civile est une occasion pour certains milieux d'affaires proches du pouvoir, profitant du climat de violence et d'insécurité, de se lancer dans la création de sociétés de sécurité et de gardiennage. Un grand nombre d'entreprises devient obligé d'accepter les services de dignitaires de l'armée et de la police, dépensant une importante part de leurs budgets pour la protection de leurs employés et de leurs installations. La corruption endémique est alors non seulement l'une des causes principales de la dégradation sécuritaire dans le pays, alors des milliers de jeunes exclus socialement se font recruter par le groupe islamique armé, mais ce climat de violence alimente lui-même à son tour la corruption. Les importations d'équipements de sécurité à destination du secteur civil, comme les systèmes de contrôle (scanners), sont à leur tour contrôlées par des sociétés proches du pouvoir algérien qui acquièrent un monopole et imposent leur prix sur un matériel parfois désuet.

#### Autres conséquences sécuritaires

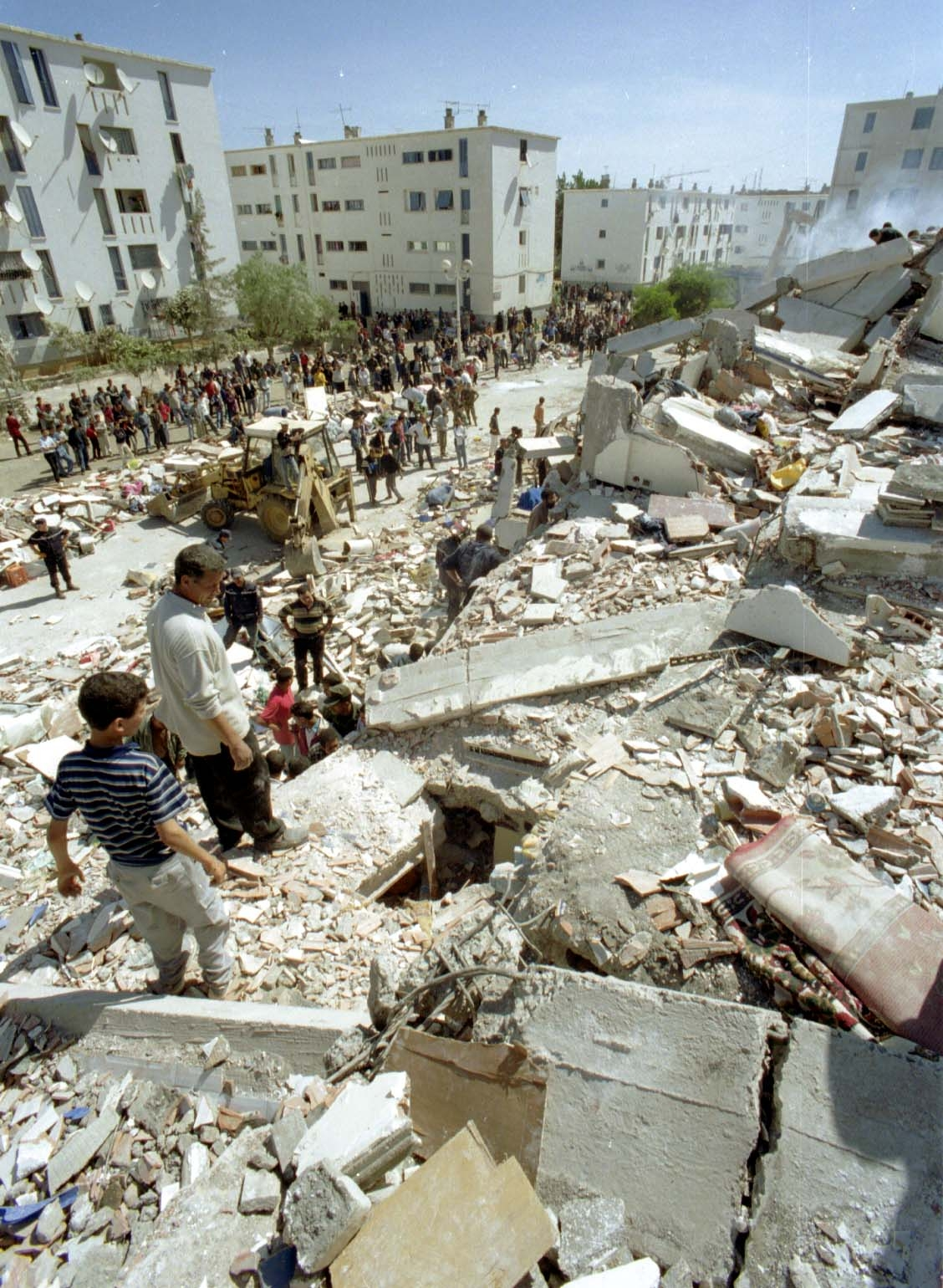
Décombres d'immeubles après le séisme de 2003 à Boumerdès.

Outre les agressions, crimes et extorsions dont sont victimes les populations, la corruption a aussi des conséquences sécuritaires accidentelles en raison des négligences qui en résultent.
En mai 2003, un violent séisme secoue la ville de Boumerdès à 45 km à l'est d'Alger, faisant plus de 2 000 morts et des centaines de milliers de sans-abri. L'ampleur des dégâts révèle d'importantes négligences : connue pour être une zone sismique, la région n’en abritait pas moins des centaines d’immeubles qui se sont écroulés sur eux-mêmes, ce qui laisse à penser qu’aucune mesure anti-sismique n’a été mise en œuvre. L’impact de ces négligences a été d’autant plus flagrant que l'île japonaise d'Hokkaidō connait la même année un tremblement de terre d’une intensité nettement supérieure, mais qui ne fait que des blessés légers. Amar Tinicha, président de l’Union nationale des techniciens du bâtiment, confirme ce diagnostic en déclarant que l’industrie algérienne du bâtiment « ployait sous le poids de la corruption », et que souvent les agents de l’État ne faisaient pas respecter les normes de construction.
Pendant l'été 2021, la corruption est citée comme l'une des causes de l'incapacité du gouvernement algérien à lutter efficacement contre les feux de forêt qui ravagent le nord du pays.

### Conséquences sur la liberté de la presse algérienne
Les acteurs politiques, au sein du pouvoir algérien comme des milieux qui lui sont proches – claniques, d'affaires, et parfois islamistes – se livrent, pour garder secrètes leurs ententes, à une répression féroce contre les journalistes susceptibles de révéler les affaires de corruption. En 2021, l'Algérie est 146e au classement de la liberté de la presse de Reporters sans frontières.
En 1990, dans le contexte de la courte période de libéralisation qu'a connu l'Algérie entre les réformes faisant suite aux émeutes de 1988 et le début de la guerre civile en 1992, une loi sur l’information proclame la liberté de la presse. C'est cette année que le quotidien el-Watan (« La patrie »), fleuron de la presse indépendante algérienne, voit le jour. Mais comme pour la plupart des secteurs, cette « parenthèse libérale » se referme rapidement pour la presse algérienne.
En 1996, sous prétexte d'état d'urgence en vigueur depuis le début de la guerre en 1992, le ministère algérien de l'Intérieur ordonne à la presse de s'en tenir aux communiqués officiels en matière d'information sécuritaire. Les journaux passant outre, sont suspendus, poursuivis, et certains journalistes sont emprisonnés. En outre, une soixantaine de journalistes sont assassinés entre 1993 et 1997, dont le poète Tahar Djaout, abattu par balle par des militants du Front islamique du salut. Ainsi, pouvoir militaires et islamistes se retrouvent‑ils sur le fond : chacun profite de la guerre civile pour piller les ressources du pays, et leur conception de la politique est la même, totalitaire et mafieuse. Preuve de cette convergence d’intérêt, le dessinateur et caricaturiste du quotidien Liberté, Ali Dilem, est régulièrement poursuivi en justice et mis à l'amende par le gouvernement, mais aussi pris pour cible dans les prêches des imams islamistes, qui suivent les orientations du ministre algérien du Culte.

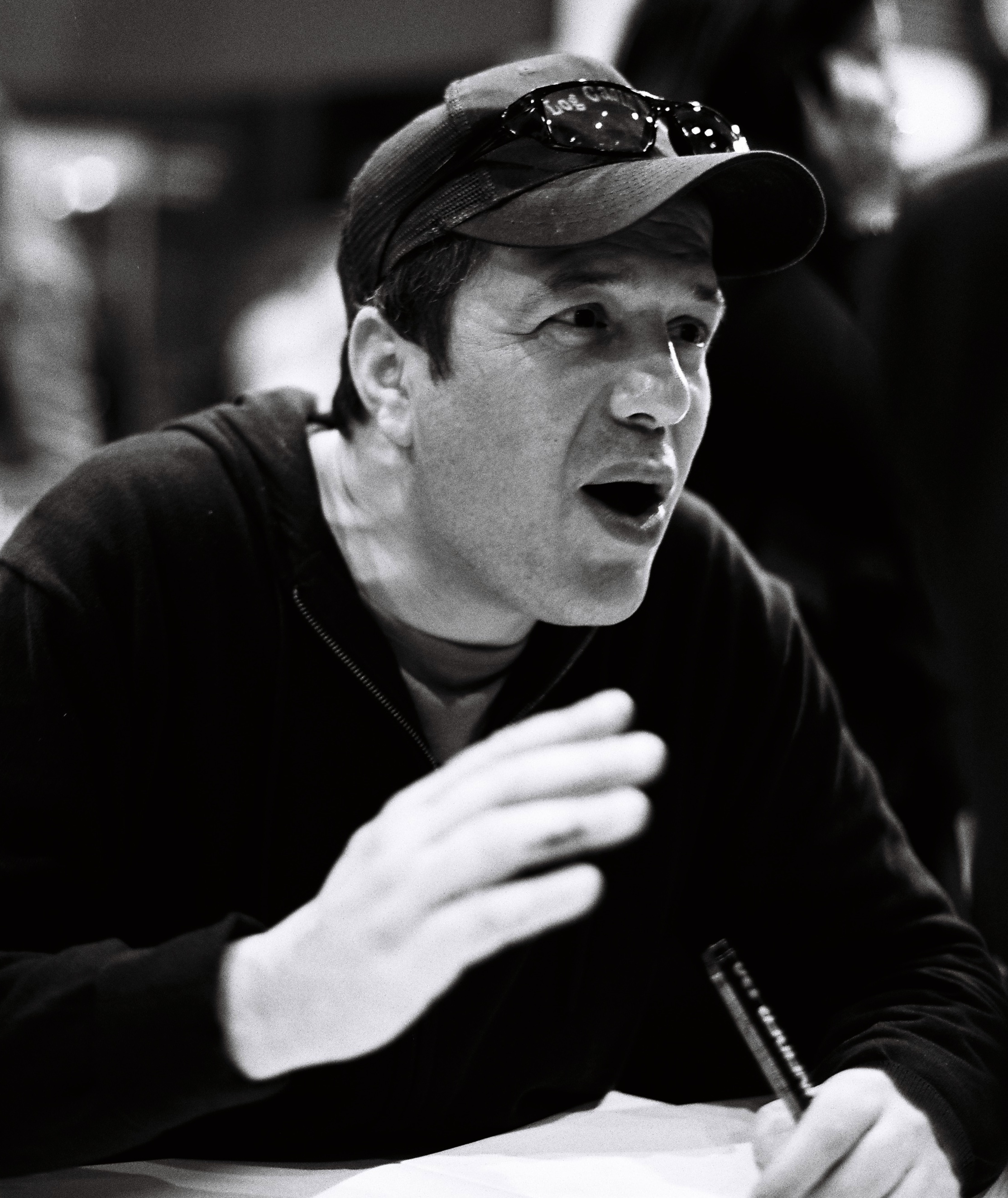
Le dessinateur Ali Dilem au Salon du livre de Paris en 2012.

En 1999, Abdelaziz Bouteflika, qui n'a jamais caché son hostilité à la liberté d'expression, accède à la présidence, et durcit la répression contre les journalistes, particulièrement ceux qui le prennent pour cible,. En 2001, de nouvelles lois répressives prévoient des peines d’emprisonnement pouvant aller jusqu’à un an et à des amendes allant jusqu’à 3 200 dollars pour des articles « diffamatoires » sur des fonctionnaires de l’État ou des officiers de l’armée. Les nouvelles mesures découragent davantage les médias de mener des enquêtes sur la corruption. Le gouvernement utilise notamment comme moyen de pression le contrôle des revenus publicitaires des journaux algériens via l’Agence nationale d’édition et de publicité (ANEP). L’écrasante majorité des annonceurs étant des entités publiques, l’agence est de facto en position de monopole pour faire ou défaire les budgets des journaux privés. Ce chantage à la publicité force les médias privés à l’autocensure : par peur de perdre de gros marchés publicitaires, de nombreux journaux indépendants qui avaient l’habitude de donner la parole tant à l’opposition qu’au pouvoir en place se rangent peu à peu du côté du gouvernement.
Cette répression gouvernementale s'étend non plus au seulement aux journaux, mais aux journalistes eux-mêmes, avec notamment le cas d’Abdelhaï Beliardouh, correspondant local du quotidien El Watan, kidnappé en juillet 2002 et torturé, alors que son journal s’apprêtait à publier un article (paru le jour de son enlèvement) établissant les liens entre le président de la chambre de commerce et d'industrie locale avec des réseaux terroristes. Traumatisé et confronté au refus de la justice algérienne de traiter son affaire, Abdelhaï Béliardouh se suicide ; quelques mois plus tard et Transparency International lui décerne à titre posthume en 2003, son « Prix d'Intégrité ».

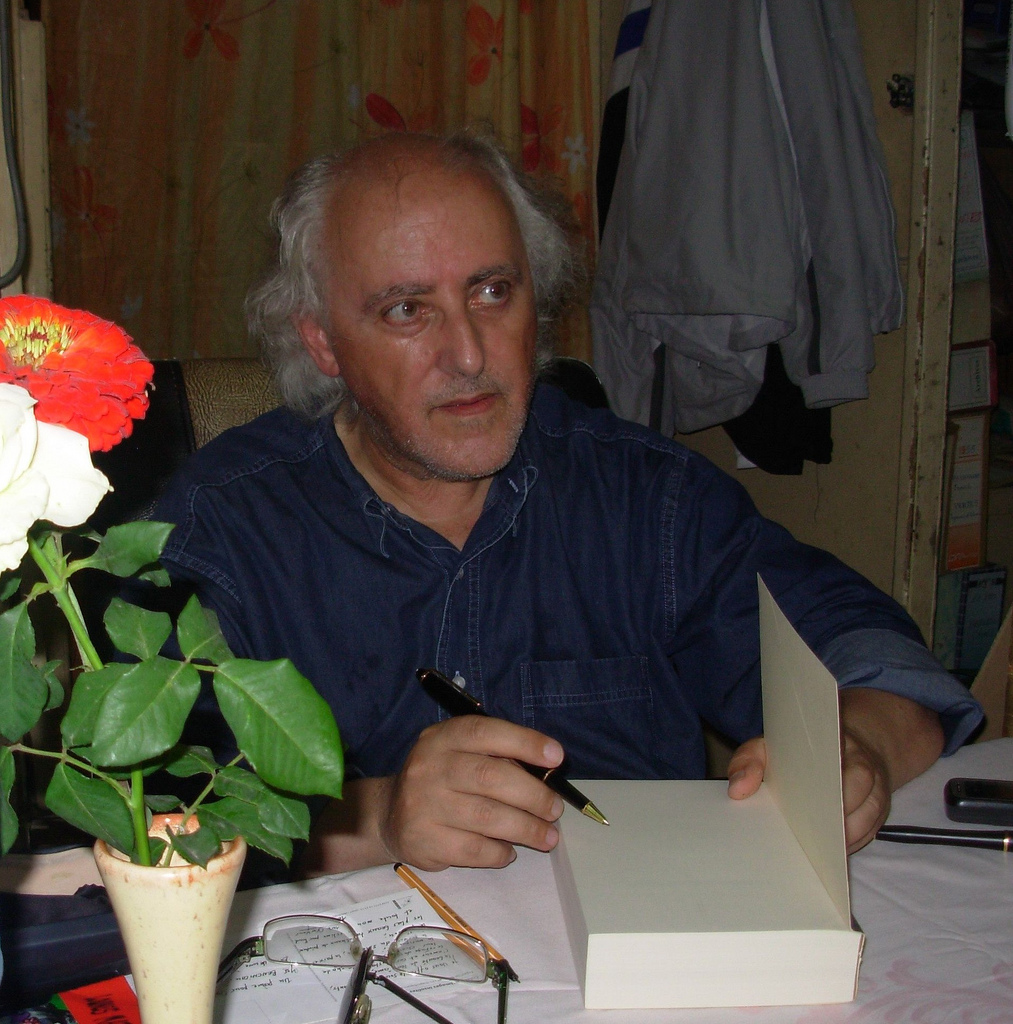
Mohamed Benchicou, auteur du livre Bouteflika, une imposture algérienne sorti en 2004, emprisonné pendant deux ans entre 2004 et 2006.

En 2004, Mohamed Benchicou, directeur du quotidien Le Matin, est condamné à une peine de deux ans de prison pour diffamation après la publication de son ouvrage intitulé Bouteflika, une imposture algérienne. Le journal est contraint de cesser sa parution en juillet 2004, lorsque la société d’imprimerie de l’État exige le payement de ses créances ; les bâtiments abritant ses locaux sont vendus aux enchères par les autorités fiscales. Le Matin était alors en train de publier des enquêtes sur les accusations de corruption dans laquelle étaient impliqués de hauts fonctionnaires de l’État. Farid Alliat, le directeur de publication de Liberté, est à son tour condamné à un an de prison ferme en mai 2005, également pour diffamation, suivi par de nombreuses affaires similaires : Fouad Boughanem et le chroniqueur Hakim Laâlam, du Soir d’Algérie, ou encore Abla Chérif, Hassane Zerrouky, Yasmine Zerrouky et Yasmine Ferroukhi, du Matin.
En 2014, l’impression des quotidiens el-Djazaïr News et Algérie News est contrainte de s'arrêter, après que l’ANEP ait cessé de les alimenter en publicités. En pleine campagne électorale, le titre arabophone et sa version française avaient maintenu une ligne éditoriale opposée à un 4ème mandat d'Abdelaziz Bouteflika.
Selon le Comité national pour la libération des détenus, en début d'année 2020, dans le contexte du Hirak, près de 60 détenus d'opinion sont derrière les barreaux en Algérie, la plupart pour des publications sur Facebook. Selon Khaled Drareni, journaliste de TV5 Monde et représentant de l’organisation Reporters sans frontières pour l’Afrique du Nord : « Pour contrôler le Hirak, l’État a voulu contrôler la presse qui en parlait ».

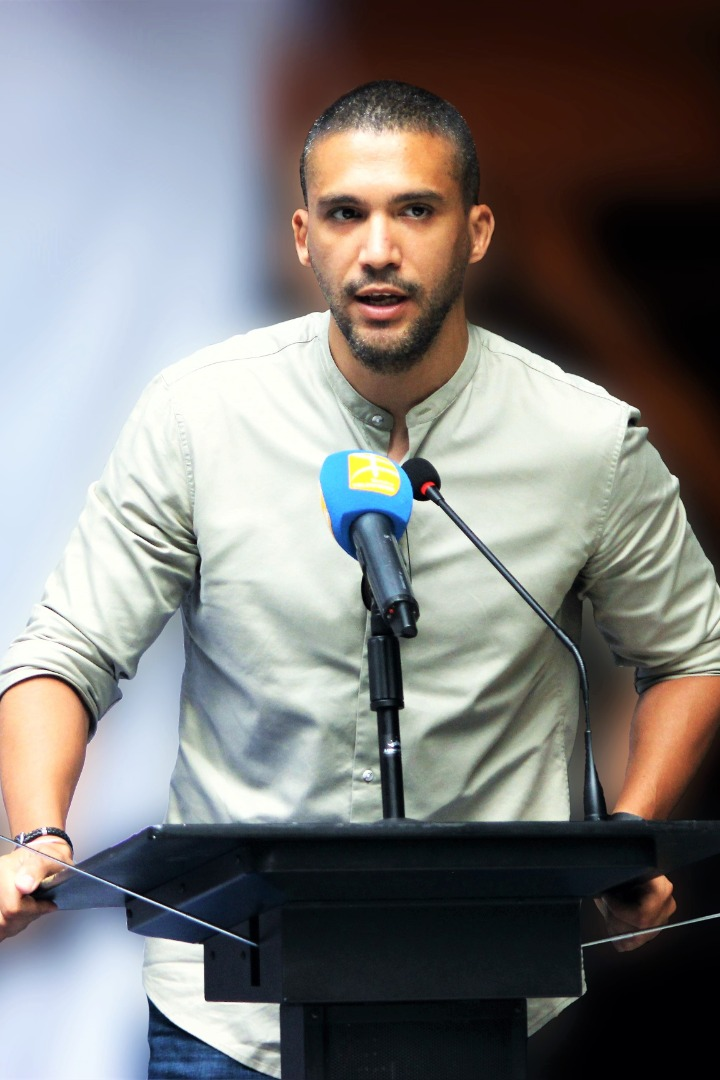
Khaled Drareni, journaliste de TV5 Monde et représentant de Reporters sans frontières pour l’Afrique du Nord.

Dès lors, les premières années de la présidence d'Abdelmadjid Tebboune voient se poursuivre la répression gouvernementale envers la presse en Algérie. Une nouvelle infraction fait même son apparition pendant la pandémie de Covid-19 : la diffusion de « fausses informations », notion interprétée de manière large par le pouvoir judiciaire.
En avril 2022, le quotidien Liberté ferme ses portes, coup de massue porté à la pluralité médiatique en Algérie, à la suite de pressions répétées, dont huit mois d'emprisonnement, exercées sur l'entrepreneur Issad Rebrab, propriétaire du journal,. En juillet 2022, une grève éclate au journal El Watan, dont les employés protestent contre le non-versement de leurs salaires depuis plusieurs mois, empêchant le quotidien de paraître pour la première fois en 32 ans d'existence. La situation économique du journal est alors critique en raison de fortes pressions de l'administration fiscale algérienne, et du blocage par l'État des revenus publicitaires.
En novembre 2022, l'Autorité algérienne de régulation de l'audiovisuel (Arav) impose la fermeture définitive de la chaîne Al Adjwaa pour des scènes jugées « offensantes et contraires aux valeurs » de l'Algérie. Le mois suivant, Ihsane El Kadi, journaliste réputé pour son intégrité et icône de la presse libre en Algérie, est arrêté et incarcéré. La veille de son arrestation, ce dernier avait publié un tweet dans lequel il mettait en doute de récentes annonces des autorités algériennes dans la lutte anticorruption.
En 2023, le chercheur Redouane Boudjemaa dénonce la dilapidation, de milliards de dinars de ressources publiques pour financer une « propagande sans substance ni écho », qui parallèlement « enterre le métier journalistique », faisant allusion à l'Anep présentée comme une forme de soutien public à la presse, mais servant en réalité d’instrument de contrôle et de pression.

## Affaires judiciaires et médiatisation
Si la justice est peu efficace comme institution de contrôle, elle est parfois utilisée comme outil de règlement de comptes entre dirigeants, sur fond d'accusations de « corruption » bien utiles quand il s'agit d'éliminer un adversaire, et montrer à la population que la lutte anti-corruption est prise au sérieux. Ainsi en 2019, le renversement par la rue du président Bouteflika expose ses proches, notamment son frère Saïd à des poursuites judiciaires, alors qu'ils étaient sous sa protection lorsque ce dernier était au pouvoir.
Des cas de plus en plus nombreux, d’arrestations, d’inculpations et de procès d’administrateurs, d’élus, d’entrepreneurs et autres fournisseurs de l’administration et des entreprises publiques sont relayés par la presse ; la plupart concernent les conditions d’attribution des marchés publics.

### Principales affaires en Algérie

#### L'affaire Rafik Khalifa
À la fin des années 1990, le pouvoir algérien, après la cooptation d’un président civil (Bouteflika), veut redorer le blason du régime terni par dix ans de guerre civile et vendre une nouvelle image : un pays en reconstruction, ouvert, tourné vers l’avenir, dans lequel les capitalistes peuvent prospérer à la faveur de la paix et de l’ouverture à l’économie de marché. Rafik Khelifa, jeune entrepreneur, doit jouer ce rôle de « success story » symbole de l’Algérie qui gagne. Deux figures du « nouveau pouvoir » se trouvent au cœur de son dispositif économique et financier : Larbi Belkheir, directeur de cabinet de la Présidence, et Abdelghani Bouteflika, le frère du chef de l’État, en qualité d’avocat-conseil d’El Khalifa Bank.
En 1990, il reprend la pharmacie familiale et réapprovisionne ses stocks en passant par les marchés asiatiques pour contourner les prix élevés au niveau national. Sur cette base, Rafik Khelifa lance KRG Pharma, un laboratoire de médicaments génériques, et obtient la première autorisation jamais délivrée du ministère de la Santé. Face à l'obsolescence de la banque d'Algérie, il fonde le 12 avril 1998 El Khalifa Bank, qui gère les intérêts de petits actionnaires privés et d'institutionnels liés au gouvernement algérien. Quand en janvier 1999, le marché aérien algérien se privatise, Rafik Khalifa lance Khalifa Airways, une compagnie aérienne qui compterait dès son lancement 30 appareils pour vols commerciaux.
Sa banque, El Khalifa Bank, tient une fonction centrale, celle d’une pompe qui aspire les dépôts publics avant de les injecter dans les filiales domiciliées à l’étranger. Le conglomérat poursuit une politique clientéliste et corruptrice à grande échelle, aussi bien envers l'élite au pouvoir, qu'envers les capitaines d'industrie, les patrons de presse, et même la sélection nationale.
En 2003, son groupe fait faillite et Rafik Khalifa est accusé de détournement de fonds et usage de faux. En effet, El Khalifa Bank trafiquait ses bilans comptables et aurait, entre 1999 et 2003, transféré irrégulièrement de l’Algérie vers l’étranger pour environ 689 millions d'euros. L'affaire Khalifa, qualifiée par le chef du gouvernement de « scandale du siècle », aurait infligé au Trésor public un préjudice financier estimé officiellement à 1,5 milliard de dollars. En novembre 2020, Rafik Khalifa est condamné à 18 ans de prison ferme. Cette peine est confirmée en appel en juin 2022.

#### L’affaire Sonatrach
L’affaire Sonatrach est une série d'affaires politico-financières qui défraye la chronique en Algérie depuis 2010, impliquant l'ancien ministre de l’Énergie Chakib Khelil et plusieurs hauts cadres de la compagnie pétrolière publique algérienne Sonatrach impliqués dans une vaste affaire de corruption. De nombreuses personnalités sont soupçonnées d’avoir perçu des pots-de-vin pour permettre à des grands groupes étrangers de décrocher des contrats de plusieurs milliards de dollars. L’affaire est formée d'un nombre indéterminé de dossiers, et l'enquête est menée par des officiers judiciaires du Département du renseignement et de la sécurité (DRS), la puissante police politique algérienne.
En novembre, l'ancien PDG de Sonatrach, Abdelmoumen Ould Kaddour, est condamné à 15 ans de prison ferme pour corruption en lien avec le rachat de la raffinerie italienne d'Augusta. Il lui est reproché d'avoir déboursé un montant jugé excessif pour ce rachat (720 millions de dollars), alors que le montant total déboursé par Sonatrach dans cette transaction serait de plus de 2 milliards de dollars incluant le pétrole stocké et les coûts de rénovation.

#### L’affaire des 701 kilos de cocaïne
L'affaire des 701 kilos de cocaïne saisis en 2018 à Oran est une affaire politico-financière qui implique des personnalités dans les sphères politique, militaire et administrative algériennes. Après plusieurs reports, dont le dernier en juin 2025, le procès reste à venir.

#### L'affaire de l’autoroute Est-Ouest

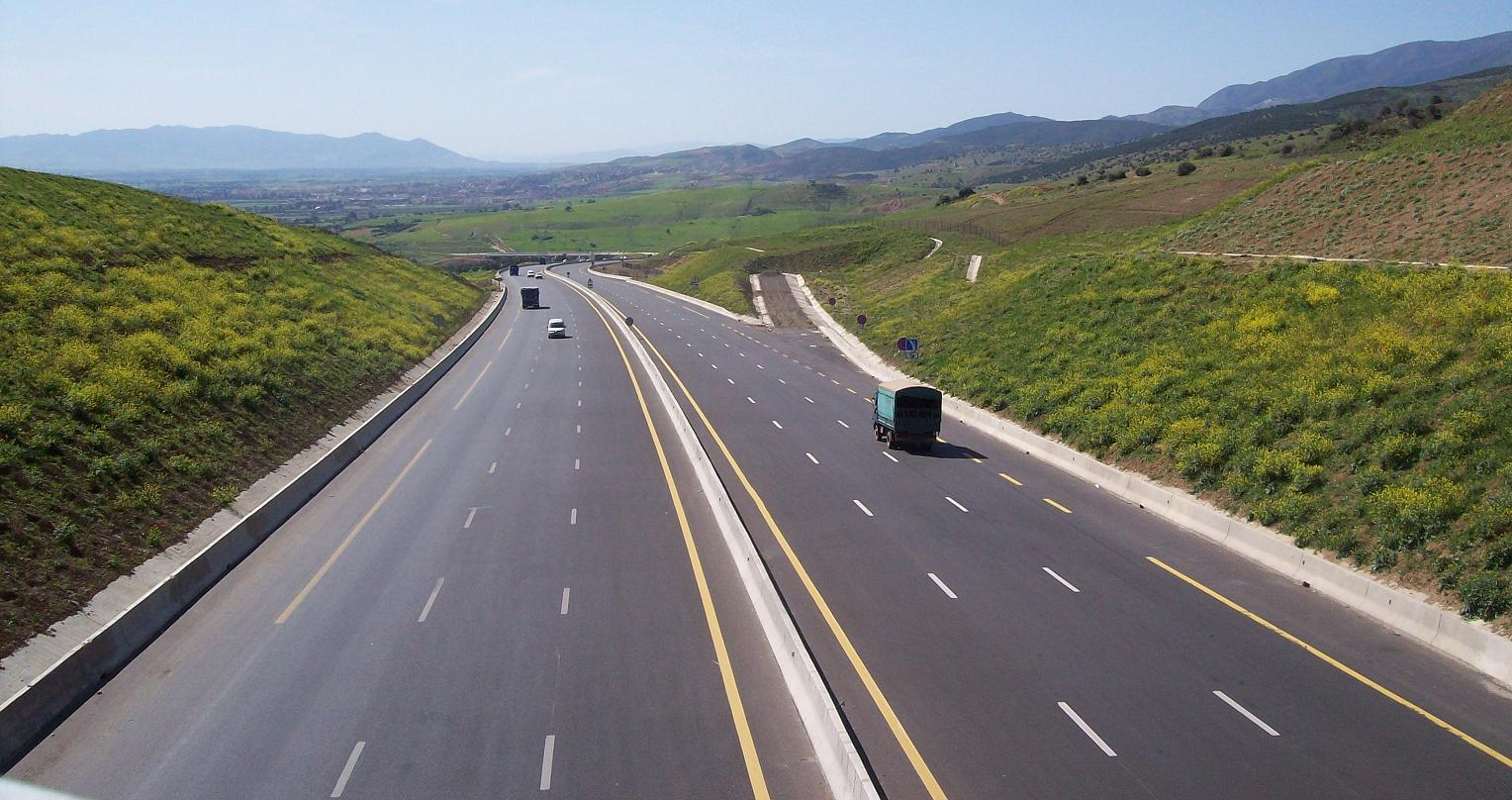
Nouvelle autoroute Est-Ouest reliant l'est et l'ouest de l'Algérie sur une distance de 1216 kilomètres.

À l'automne 2019, sept fonctionnaires et hommes d’affaires algériens sont inculpés pour des faits de corruption autour du chantier de l'autoroute Est-Ouest entre 2008 et 2019 confié à des entreprises chinoises et japonaises, l'État ayant payé presque trois fois le prix initial de l’autoroute, dans un contexte où les marchés publics sont couramment entachés d’irrégularités, parmi lesquelles l’usage excessif des contrats privés.
En décembre de la même année, l'ancien ministre des Travaux publics Amar Ghoul est jugé (en son absence), ainsi que l'ancien ministre des Affaires étrangères Mohamed Béjaoui, dans un procès contre un grand nombre d'anciens proches de Boutteflika, notamment sous les chefs d'accusation de « complicité dans la dilapidation de deniers publics », de « détournement de deniers publics » et de « délit d'initié ». L'avocat de Béjaoui, Mohand Tayeb Belarif, conteste l'incrimination de son client, déclarant qu'il n'y a « jamais eu d'instruction sur les conditions d'attribution du marché de l'autoroute Est-Ouest », et que l'attribution du marché de l'autoroute « a été décidée lors d'un conseil des ministres présidé par M. Bouteflika ».

#### Procès des proches d'Abdelaziz Bouteflika

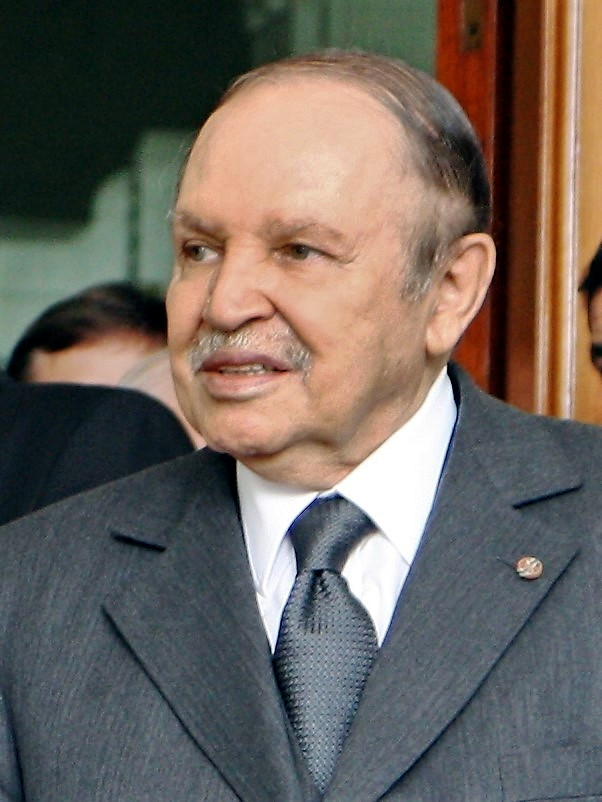
Abdelaziz Bouteflika, président algérien de 2002 à 2019.

Entre 2020 et 2021, après le départ de l’ancien président Abdelaziz Bouteflika, poussé à la démission par les manifestations d'avril 2019, la justice algérienne a lancé une série d’enquêtes pour corruption à l'encontre de ses anciens fidèles : son frère et conseiller Saïd Bouteflika, deux anciens Premiers ministres Ahmed Ouyahia et Abdelmalek Sellal, des ministres, ainsi que des oligarques comme Ali Haddad. Les accusations portent sur des malversations dans le secteur l’industrie automobile, le financement de la campagne électorale d'Abdelaziz Bouteflika, ou encore la vente clandestine de lingots d'or pour l'équivalent de 2 millions d'euros . Pour plusieurs chercheurs et observateurs, ces procès révèlent aux Algériens l’ampleur de la corruption pendant la présidence d'Abdelaziz Bouteflika, mais certains se posent aussi la question de la crédibilité de la justice, qui condamne régulièrement des militants du Hirak. Selon le quotidien arabophone Echorouk, le Trésor public aurait perdu, d’après les chiffres recensés dans les procès de décembre 2019 à septembre 2020, quelque 70 milliards de dollars.
Le procès de Saïd Bouteflika, Tayeb Louh, ancien ministre de la Justice, et Ali Haddad, ancien dirigeant du patronat algérien, commence en octobre 2021, au tribunal de Dar El Beïda, dans la banlieue est d'Alger. Les autres accusés sont notamment poursuivis pour incitation à la falsification de documents officiels, abus de fonction, entrave à la justice, incitation à la partialité de la justice et outrage à magistrat. Le 13 octobre, Saïd Bouteflika est condamné à deux ans de prison pour entrave à la justice et abus de fonction.

### Enquêtes internationales
En août 2013, la justice italienne révèle le versement de pots-de-vin pour un montant de 197 millions d’euros par la Saipem, filiale de la compagnie pétrolière italienne ENI, à l'ancien ministre de l’Énergie Chakib Khelil pour octroyer à celle-ci un contrat d'exploitation d'hydrocarbures algériens d'une valeur de 8 milliards d'euros. À la suite de ces révélations, la justice algérienne lance un mandat d'arrêt contre lui, mais décide, à la surprise générale, de clore le dossier quatre ans plus tard, alors même que parallèlement, la justice italienne continue de publier des preuves de ces malversations en jugeant la société Saipem. Cette affaire fait partie des « Affaires Sonatrach ».
En avril 2016, le ministre algérien de l'Industrie et des Mines Abdeslam Bouchouareb est cité dans l'affaire des Panama Papers révélant l'existence de plus de 200 000 sociétés offshore implantées au Panama, ainsi que les noms des actionnaires de ces sociétés ; parmi eux se trouvent plusieurs hommes politiques. Le ministre est propriétaire de l'une de ces sociétés, Royal Arrival Corp, créée en avril 2015 exerçant dans l'intermédiation commerciale avec plusieurs pays, dont l'Algérie. Se sachant ciblé par une enquête internationale, celui-ci avait envoyé un émissaire auprès du porte-parole d'une association de lutte contre la corruption Transparency International pour le dissuader de médiatiser une affaire dans laquelle il serait impliqué. L'année suivante, en mai 2017, Bouchouareb est écarté du gouvernement dans le cadre d’un remaniement.
En 2021, l'entreprise canadienne d'ingénierie SNC-Lavalin est jugée au Canada pour des pots-de-vin versés en Algérie pour obtenir un contrat dans l'exploitation du complexe gazier de Rhourde Nouss. La même année, le nom de Farid Bedjaoui, ancien bras droit de l’ex-ministre de l’Énergie Chakib Khelil, est cité dans l'enquête des Pandora Papers faisant état de fraude et d'évasion fiscale à très large échelle résultat d'un travail journalistique d'investigation collaboratif par le Consortium international des journalistes d'investigation (ICIJ). D’autres noms algériens, des hommes d'affaires et personnalités politiques seront bientôt cités, selon Lyas Hallas, seul journaliste algérien participant à cette enquête internationale.

#### Ouvrages
- Transparency International, Rapport sur la corruption en 2003 : l'accès à l'information, janvier 2003, 415 p. (lire en ligne), p. 273 à 283
- Djilali Hadjadj et Transparency International, Rapport mondial sur la corruption en 2004, Éditions Karthala, 1er avril 2004, 426 p. (lire en ligne), p. 172 à 175
- Djilali Hadjadj et Transparency International, Rapport mondial sur la corruption en 2006, Éditions Economica, 2006, 449 p. (lire en ligne), p. 154 à 157
- Mohamad Salhab et Jérôme Maucourant, État, rente et prédation, Presses de l'Institut français du Proche-Orient, 23 mars 2017, 232 p. (lire en ligne), p. 155 à 181

#### Articles scientifiques et académiques
- Yasuyuki Matsunaga, « L’État rentier est-il réfractaire à la démocratie ? », Critique internationale,‎ 2000, p. 12 (lire en ligne)
- Cécile Jolly, « Les cercles vicieux de la corruption en Algérie », Institut de relations internationales et stratégiques,‎ 2001, p. 7 (lire en ligne)
- Djilali Hadjadj, « Violence et corruption : cas de l'Algérie », Bulletin de l'APAD,‎ 2003, p. 12 (lire en ligne)
- Chérif Bennadji, « Marchés publics et corruption en Algérie », Revue NAQD,‎ 2008, p. 18 (lire en ligne)
- Kassim Bouhou, « L'Algérie des réformes économiques : un goût d'inachevé », Politique étrangère,‎ février 2009, p. 12 (lire en ligne)
- Mohammed Hachemaoui, « La corruption politique en Algérie : l'envers de l'autoritarisme », Esprit,‎ juin 2011, p. 25 (lire en ligne)
- Mohammed Hachemaoui, « Institutions autoritaires et corruption politique. L'Algerie et le Maroc en perspective comparée », Revue internationale de politique comparée,‎ 2012, p. 23 (lire en ligne)
- Yassine Temlali, « L’âge d’or de l’automobile, une calamité pour l’Algérie », Orient XXI,‎ 19 novembre 2014 (lire en ligne)
- Bensafta Kamel Malik, « Peut-on échapper à la Malédiction des Ressources Naturelles ? Le cas de l’Économie Algérienne », Université de Chlef,‎ octobre 2016, p. 5 (lire en ligne)
- Lakhdar Benchiba, « Ces affaires de corruption qui éclaboussent le pouvoir algérien », Orient XXI,‎ 13 mars 2018, p. 4 (lire en ligne)
- Michaël Béchir Ayari, « En Algérie, la rue met le pouvoir face à ses contradictions », International Crisis Group,‎ 7 mars 2019, p. 4 (lire en ligne)
- Jean-Pierre Sereni, « Algérie. Le scandale de l’autoroute Est-Ouest refait surface », Orient XXI,‎ 29 octobre 2019, p. 4 (lire en ligne)
- Michaël Béchir Ayari, « Algérie : un air de déjà vu ? », International Crisis Group,‎ 6 novembre 2020, p. 3 (lire en ligne)
- Jean-Pierre Sereni, « De l’Algérie à l’Irak, comment fonctionne la corruption », Orient XXI,‎ 22 septembre 2021, p. 4 (lire en ligne)
- Julien Mangold, « Pourquoi les Algériens se sont-ils révoltés le 5 octobre 1988 ? », Orient XXI,‎ 11 octobre 2021, p. 4 (lire en ligne)
- Jean-Pierre Serini, « Algérie. Les hésitations du pouvoir paralysent la croissance », Orient XXI,‎ 3 mars 2022 (lire en ligne)
- Jean-Pierre Serini, « Algérie. L’informel prospère sur fond de déficit budgétaire », Orient XXI,‎ 25 août 2022 (lire en ligne)
- Ihsane El Kadi, « Répression des journalistes en Algérie. Quand l’armée reste une ligne rouge », Orient XXI,‎ 4 janvier 2023 (lire en ligne)
- Jean-Pierre Serini, « Algérie. Affrontements feutrés au cœur du pouvoir », Orient XXI,‎ 27 avril 2023 (lire en ligne)
- Jean-Pierre Serini, « Élection présidentielle en Algérie. En avant toute vers la stagnation », Orient XXI,‎ 4 juin 2024 (lire en ligne)

#### Presse et vulgarisation
- Daniel Bastien, « Des réformes économiques trop lentes pour la démocratie », Les Echos,‎ 13 janvier 1992, p. 2 (lire en ligne)
- Jean-Luc Barberi, « Qui se cache derrière Rafik Khalifa », L'Express,‎ 8 novembre 2001, p. 1 (lire en ligne)
- Driss Ksikes, « Algérie.Le printemps de la presse, c’est bien fini », Courrier international,‎ 23 novembre 2005, p. 3 (lire en ligne)
- « Algérie: 10 ans après son « printemps noir », la Kabylie réclame justice », Jeune Afrique,‎ 20 avril 2011, p. 2 (lire en ligne)
- Abdellah Cheballah et Amer Ouali, « En Algérie, le déballage sans fin des affaires de corruption », L'Orient Le Jour,‎ 3 mai 2015, p. 2 (lire en ligne)
- Lina Kennouche et Chafik Gaouar, « Quel avenir pour une Algérie aujourd’hui dans l’impasse ? », L'Orient le Jour,‎ 13 juin 2015, p. 2 (lire en ligne)
- « Alger veut sortir de l’économie de la « chkara » », L'Orient Le Jour,‎ 27 juin 2015, p. 1 (lire en ligne)
- Lina Kennouche, « L’Algérie, une nation toujours à la recherche de ses institutions », L'Orient-Le Jour,‎ 6 juillet 2015, p. 2 (lire en ligne)
- Hadjer Guenanfa, « Panama Papers - Algérie : Abdeslam Bouchouareb : le scandale de trop ? », Le Point,‎ 5 avril 2016, p. 2 (lire en ligne)
- « Présidentielle en Algérie : que sont devenus les islamistes, grands gagnants des élections municipales et législatives des années 90 ? », France Info,‎ 7 décembre 2019, p. 2 (lire en ligne)
- « Pouvoir et « Hirak » doivent dialoguer pour éviter une « crise économique d'ampleur » », L'Orient Le Jour,‎ 27 juillet 2020, p. 1 (lire en ligne)
- Adam Arroudj, « Voyage au cœur de la corruption algérienne », Le Figaro,‎ 21 septembre 2020, p. 2 (lire en ligne)
- Magali Lagrange, « Algérie: des procès révèlent l’ampleur de la corruption de l’ère Bouteflika », RFI,‎ 29 janvier 2021, p. 2 (lire en ligne)
- « Algérie: comment l'industrie automobile a tourné au fiasco », France 24,‎ 14 février 2021, p. 2 (lire en ligne)
- Farid Alilat, « Algérie : les frères Kouninef, la saga des milliardaires qui ont fini à la prison de Koléa », Jeune Afrique,‎ 4 juin 2021, p. 2 (lire en ligne)
- Akram Kharief et Farid Alilat, « Incendies en Algérie : une affaire de corruption derrière le fiasco des bombardiers d’eau ? », Jeune Afrique,‎ 18 août 2021, p. 2 (lire en ligne)
- Interview de Farid Alilat, « L'obsession du pouvoir de Bouteflika a causé sa perte, dit son biographe », L'Orient Le Jour,‎ 19 septembre 2021, p. 3 (lire en ligne)
- Amel Blidi, « « Pandora Papers », la plus grande fuite financière de l’histoire », El Watan,‎ 5 octobre 2021, p. 1 (lire en ligne)
- « Algérie : Saïd Bouteflika condamné à deux ans de prison pour entrave à la justice », France 24,‎ 13 octobre 2021 (lire en ligne)
- « Houda Feraoun et un ex-PDG d’Algérie Télécom condamnés à la prison ferme », TSA Algérie,‎ 18 octobre 2021, p. 1 (lire en ligne)
- Karim Amrouche, « En Algérie, la stratégie d’étouffement du Hirak se durcit », Le Monde,‎ 21 octobre 2021, p. 1 (lire en ligne)
- Younes Belfellah, « Algérie : « La politique de l’exportation des crises internes » », Marianne,‎ 21 octobre 2021, p. 1 (lire en ligne)
- « Fin des subventions généralisées des produits de base », L'Orient le Jour,‎ 17 novembre 2021, p. 1 (lire en ligne)
- Adèle Cordonnier, « En Algérie, les médias indépendants sous pression », L'Orient le Jour,‎ 11 août 2022 (lire en ligne)

#### Sites web
- « Transparency International | Corruption perceptions index », sur transparency.org
- « Classement mondial de la liberté de la presse 2020 | Reporters sans frontières », sur rsf.org
- « Index of Economic Freedom », sur heritage.org
- « International Crisis Group », sur crisisgroup.org